# Список персонажів легендаріуму Толкіна
Тут міститься список персонажів з таких творів Дж. Р. Р. Толкіна: «Гобіт», трилогії «Володар Перснів» і «Сильмариліон» та інших творів, присвячених Середзем'ю («Незакінчені оповіді», «Історія Середзем'я» та ін.). Українське написання імен і наголос подано з урахуванням рекомендацій автора щодо вимови сполучень ce, ci, dh, ch, kh, ph, th в ельфійських, людських, гном'ячих і орчих іменах і назвах. Англійське g передане як «ґ», h — як «г», літеру l передано як «л», наприкінці жіночих імен — як «ль».

## А
- Аданедел (англ. Adanedhel, з синдарину — «Людиноельф») — ім'я, яке дали Туріну в Нарґотронді
- Адрагіл (Adrahil) — князь Дол-Амроту, батько Імрагіла, Іврінієль і Фіндуїлас, тесть Денетора ІІ, дід Боромира і Фарамира.
- Аеґнор (англ. Aegnor) — син Фінарфіна і Еарвен. Разом з братом Анґродом володів Дортоніоном. Загинув у Битві Раптового Полум'я.
- Аерандір (англ. Aerandir) — один з трьох супутників Еаренділа на кораблі «Вінґілот».
- Аерін (англ. Aerin) — родичка Гуріна з Дор-Ломіну. Примусова одружена зі зрадником Броддою. Допомагала Морвен.
- Азаґгал (англ. Azaghâl) — цар гномів Белегоста. У Битві Незлічених Сліз вбитий Глаурунгом, встигнувши важко поранити дракона.
- Азоґ (англ. Azog) — цар орків Імлистих Гір і правитель Морії, батько Болґа. Вбив Трора і Наїна, загинув від руки Даїна ІІ в Азанулбізарській битві.
- Айвенділ (англ. Aywendil) — один з маярів з почту Яванни. У Третю і Четверту Епохи жив у Середзем'ї в образі людини — під ім'ям Радагаста.
- Айлінель (англ. Ailinel) — жінка-нуменорець, дочка Тар-Менелдура, сестра Тар-Алдаріона і Алміель, дружина Орхалдора, мати Соронто.
- Алатар (англ. Alatar) — один з маярів з почту Ороме. У Третю Епоху прийшов у Середзем'я в образі людини — як один з істарі. Разом з Палландо зник на Сході.
- Алдамир (англ. Aldamir) — король Гондору (1490—1540), син Елдакара, брат Орненділа, батько Гіармендакіла ІІ. Загинув у битві з гарадримами.
- Алдаріон — див. Тар-Алдаріон
- Алдарон (англ. Aldaron, з квенья — «Володар Лісів») — одне з імен вали Ороме.
- Алдор Старий (англ. Aldor the Old, 2544—2645) — король Рогану (2570—2645), молодший син Бреґо, брат Балдора, батько Фреа.
- Алміель (англ. Almiel) — дочка Тар-Менелдура, сестра Тар-Алдаріона і Айлінель.
- Аманділ (англ. Amandil) — нащадок Сільмарієн і Еарендура, володар краю Андуніє на заході Нуменору, батько Еленділа, дід Ісілдура та Анаріона. Після того, як Ар-Фаразон підпав під владу Саурона, Аманділ відплив просити милості за сина у валарів і зник безвісти.
- Амаріе (англ. Amarië) — діва-ельф з ваніярів, кохана Фінрода Фелаґунда. Залишилася у Валінорі.
- Амдір (англ. Amdir), також відомий як Малґалад (Malgalad) — ельф-синдар, родич Тінгола, батько Амрота. Після затоплення Белеріанду переселився у Лоріен, де став королем лісових ельфів (нандорів та аварі). Під час війни Останнього Союзу виступив проти Саурона, взяв участь у битві перед Моранноном і загинув з половиною свого війська в Мертвих болотах.
- Амлаїт (англ. Amlaith) — перший король Артедайну, старший син Еарендура, батько короля Белеґа.
- Амлах (англ. Amlach) — людина з племені аданів (дім Гадора), син Імлаха, внук Мараха. Від його імені говорив один з вивідувачів Морґота на раді людей, сіючи розбрат між людьми та ельфами. Надалі служив Маедросу, частина людей його племені обрала собі нового вождя і залишила Белеріанд.
- Амрас (англ. Amras) — син Феанора і Нерданель, близнюк Амрода. Загинув під час нападу на Гавані.
- Амрод (англ. Amrod) — син Феанора і Нерданель, близнюк Амраса. Загинув під час нападу на Гавані.
- Амрот (англ. Amroth) — ельф-синдар, син Амдіра, коханий Німродель. Під час першої війни з Сауроном за наказом свого батька пройшов зі своїм військом через Морію і атакував ворога в Ерегіоні. Після загибелі батька в Дагорландській битві став королем Лоріену. Разом з коханою вирушив у гавані Еделлонду в Гондорі, але по дорозі Німродель загубилася в Білих Горах. Амрот, не бажаючи пливти у Валінор без коханої, кинувся у море й потонув. На його честь названий пагорб Дол-Амрот на півдні Гондору.
- Анарділ (англ. Anardil) — король Гондору (324—411), син короля Еаренділа, батько Остогера.
- Анаріон (англ. Anarion) — син Еленділа, молодший брат Ісілдура, батько Менельділа. Будівник Мінас-Анора (надалі Мінас-Тіріта). Загинув під час штурму Барад-Дура.
- Анборн (англ. Anborn) — один з воїнів загону Фарамира в Ітілієні.
- Анґрім (англ. Angrim) — батько Ґорліма Злощасного.
- Анґрод (англ. Angrod) — син Фінарфіна і Еарвен. Разом з братом Аеґнором володів Дортоніоном. Загинув у Битві Раптового Полум'я.
- Анкалаґон (англ. Ancalagon) — головний серед летучих драконів Моргота. Брав участь у Битві Гніву, вбитий Еаренділом.
- Аннаел (англ. Annael) — ельф-синдар з Мітриму, який виховував Туора.
- Аннатар (англ. Annatar, з синдарину — «Володар Дарів», «Даритель») — ім'я, яким називав себе Саурон серед ельфів Ереґіону.
- Анфауґлір (англ. Anfauglir) — прізвисько вовка Кархарота.
- Ар-Адунахор (англ. Ar-Adûnakhôr, з адунаїку — «Великий Володар Заходу»), ім'я на синдарині Тар-Герунумен — цар Нуменору (дев'ятнадцятий правитель, починаючи від Елроса), син Тар-Кармакіла, став першим, що вступив на трон не під ельфійським ім'ям (з приставкою «Тар-»), а взяв тронне ім'я мовою адунаїк.
- Ар-Ґімілзор (англ. Ar-Gimilzôr) — цар Нуменору (двадцять другий правитель, починаючи від Елроса), син Ар-Сакалтора, батько Тар-Палантіра і Гімілхада
- Ар-Зімратон (англ. Ar-Zimrathôn) — цар Нуменору (двадцятий правитель, починаючи від Елроса), син Ар-Адунахора, батько Ар-Сакалтора.
- Ар-Інзіладун (англ. Ar-Inziladûn) — ім'я на адунаїку Тар-Палантіра
- Ар-Сакалтор (англ. Ar-Sakalthôr) — цар Нуменору (двадцять перший правитель, починаючи від Елроса), син Ар-Зімратона, батько Ар-Ґімільзора
- Ар-Фаразон (англ. Ar-Pharazôn), ім'я на синдарині Тар-Каліон (Tar-Calion) — син Гімілхада, останній цар Нуменору (двадцять четвертий правитель, починаючи від Елроса).
- Ар-Фейніель — див. Аредель.
- Аравал (англ. Araval) — король Артедайну, син Арвелеґа ІІ, батько Арафанта.
- Аравір (англ. Aravir) — північний вождь, син Арануїра, батько Араґорна І
- Араворн (англ. Aravorn) — північний вождь, син Араґоста, батько Арагада ІІ.
- Арагад (англ. Arahad) — ім'я, що може стосуватися двох персонажів:
  - Арагад І — північний вождь, син Араґласа, батько Араґоста
  - Арагад ІІ — північний вождь, син Араворна, батько Арассуїла
- Арагаел (англ. Arahael) — північний вождь, син Аранарта, батько Арануїра
- Араґлас — північний вождь, син Араґорна І, батько Арагада І
- Араґорн (англ. Aragorn) — ім'я, що може стосуватися двох персонажів:
  - Араґорн І — північний вождь, син Аравіра, батько Араґласа, предок Араґорна ІІ. Розірваний вовками.
  - Араґорн ІІ, Араґорн, Блукач (англ. Strider), після воцаріння в об'єднаному королівстві дунедейн Еллесар, Елессар Телконтар (Ellesar Telcontar) — останній з північних вождів, син Араторна ІІ і Ґілраен, нащадок останнього північного короля Арведуї. Увійшов до Братства Персня, взяв участь в обороні Рогану від Сарумана, у Битві на Пеленорських полях і битві перед Мораноном. Після перемоги над Сауроном одружився з Арвен і був коронований королем об'єднаного королівства Арнору і Гондору.
- Араґост (англ. Aragost) — північний вождь (2523—1588), син Арагада І, батько Араворна.
- Арадан (англ. Aradan) — ім'я на синдарині Малаха, сина Мараха.
- Арадор (англ. Arador) — північний вождь, батько Араторна ІІ, дід Араґорна ІІ. Вбитий тролями.
- Аранарт (англ. Aranarth) — син Арведуї, перший з північних вождів, батько Арагаела.
- Аранве (англ. Aranwë) — ельф з Гондоліна, батько Воронве.
- Аранел (англ. Aranel) — прізвисько Діора Доріатського.
- Арануїр (англ. Aranuil) — північний вождь, син Арагаела, батько Аравіра.
- Арассуїл (англ. Arassuil) — північний вождь, син Арагада ІІ, батько Араторна І. Під час його правління орки заполоняють Еріадор, відбувається битва на Зелених Полях у Ширі.
- Аратан (англ. Aratan) — другий син Ісілдура, брат Елендура, Кіріона і Валанділа. Загинув разом з батьком в Ірисних Полях.
- Араторн (англ. Arathorn) — ім'я, що може стосуватися двох персонажів:
  - Араторн І — північний вождь, син Арассуїла, батько Арґонуї.
  - Араторн ІІ — північний вождь, син Арадора, батько Араґорна ІІ (Елессара). Загинув у бою з орками.
- Арафант (англ. Araphant) — передостанній король Артедайну, син Аравала, батько Арведуї. Уклав союз із Гондором, закріплений шлюбом його сина з дочкою гондорського короля.
- Арафор (англ. Araphor) — король Артедайну (1409—1589), син Арвелеґа І, батько Арґелеба ІІ.
- Арвеґіл (англ. Arvegil) — король Артедайну (1670—1743), син Арґелеба ІІ, батько Арвелеґа ІІ.
- Арведуї (англ. Arvedui) — останній король Артедайну (1964—1975), син Арафанта, чоловік Фірієль, батько Аранарта. Після загибелі свого тестя Ондогера висунув претензії на корону Гондору, які були відкинуті намісником Пелендуром і новим південним королем Еарнілом ІІ. Розбитий військом Короля-Чаклуна, знайшов притулок у лосотів у краю Форохел, але потім загинув під час кораблетрощі.
- Арвелеґ (англ. Arveleg) — ім'я, що може стосуватися двох персонажів:
  - Арвелеґ І — король Артедайну (1356—1409), син Арґелеба І, батько Арафора. Загинув під час оборони фортеці Амон-Сул.
  - Арвелеґ ІІ — король Артедайну (1743—1813), син Арвеґіла, батько Аравала.
- Арвен (англ. Arwen) — дочка Елронда і Келебріан, внучка Келеберна і Ґаладрієль, сестра Елладана й Елрогіра, дружина Араґорна ІІ, мати Ельдаріона.
- Арґелеб (англ. Argeleb) — ім'я, що може стосуватися двох персонажів:
  - Арґелеб І — король Артедайну (1349—1356), син Мальвеґіла, батько Арвелеґа І. Заявив про претензії на весь Арнор (внаслідок чого він і його наступники брали імена з приставкою «Ар-»). Загинув у війні з Анґмаром і Рудауром.
  - Арґелеб ІІ — король Артедайну (1589—1670), син Арафора, батько Арвеґіла. Під час його правління сталася епідемія чуми в Еріадорі. Арґелеб дозволив гобітам оселилися в області між Барандуїном і Дальніми Пагорбами (надалі — Шир).
- Арґонуї (англ. Argonui) — північний вождь, син Араторна І, батько Арадора, прадід Араґорна ІІ.
- Аредель (англ. Aredhel), на прізвисько Ар-Фейніель — дочка Фінголфіна, сестра Фінгона і Тургона, дружина Еола і мати Маеґліна. Смертельно поранена своїм чоловіком і померла в Гондоліні.
- Арієн (англ. Arien) — жінка-мая вогню, після загибелі Дерев і створення Сонця і Місяця їй доручено доглядати останній плід Золотого Дерева (Сонце) і управляти Сонячним Кораблем.
- Аркіріас (англ. Arciryas) — син Телумегтара Умбардакіла, молодший брат Нармакіла ІІ, батько Каліммакіла, дід Сіріонділа, прадід Еарніла ІІ.
- Армінас (англ. Arminas) — ельф-нолдор, підданий Анґрода. Разом з Ґелміром посланий Кірданом Корабелом до Ородрета, щоб попередити його про лихо, що чигає на Нарґотронд.
- Арод (англ. Arod) — роганський кінь, на якому їхали Леголас і Гімлі.
- Артад (англ. Arthad) — людина з роду Беора, один з дванадцяти воїнів загону Барагіра. Вбитий орками.
- Асфалот (англ. Asfaloth) — кінь Глорфіндела. Віз пораненого Фродо до Рівендола.
- Атанатар (англ. Atanatar) — ім'я, що може стосуватися двох персонажів:
  - Атанатар І — король Гондору (667—748), син короля Турамбара, батько короля Сіріонділа.
  - Атанатар ІІ, на прізвисько Алкарін (Alcarin, з квенья — «Славний») — король Гондору (1149—1226), син Гіармендакіла І Кіріагера, батько королів Нармакіла І і Калмакіла. Під час його правління гондорська корона-шолом була прикрашена самоцвітами.
- Ауле (англ. Aulë), ім'я на кгазадулі Магал (англ. Mahal) — один з валарів, творець гномів і винахідник їхньої мови кгазадул, друг нолдорів.

## Б
- Баїн, Байн (англ. Bain) — король Есґарота і Дейла, син Барда Стрільця, батько Бранда.
- Ба́лан (англ. Balan) — ім'я Беора Старого, яке той носив доти, як поступив на службу Фінроду.
- Балдар (англ. Baldar) — син роганського короля Бреґо, намагався потрапити на Шлях Мертвих і помер у підземеллі перед кам'яними дверима. Його тіло бачили Араґорн з супутниками.
- Балін (англ. Balin) — гном з народу Дуріна, син Фундіна, брат Дваліна, двоюрідний брат Оїна і Ґлоїна. Взяв участь у поході до Еребору, у Битві П'яти Воїнств. У 2949 році разом з Ґендальфом відвідав Більбо в Ширі. У 2989 році з кількома соратниками залишив Еребор і перебрався у Морію, де став царем. Вбитий орками в 2994 році.
- Бандобрас Тук (англ. Bandobras Took), на прізвисько Бикорев (англ. Bullroarer) — син тана Ісумбраса І, двоюрідний дід Старого Тука. Відрізнявся дуже високим для гобіта зростом. Командував армією Ширу в битві на Зелених полях.
- Барагір (англ. Barahir) — ім'я, що може стосуватися двох персонажів:
  - Барагір — нащадок Беора, син Бреґора, брат Бреґоласа, батько Берена. Врятував Фінрода Фелаґунда в Битві Раптового Полум'я. Загинув з десятьма своїми воїнами внаслідок неочікуваного нападу орків. Перстень, подарований Барагіру Фінродом («перстень Барагіра») став реліквією царів Нуменору, володарів Андуніє і королів Арнору.
  - Барагір — внук намісника Фарамира й Еовін. Вважається автором «Повісті про Араґорна та Арвен».
- Бараґунд (англ. Baragund) — син Бреґоласа, брат Белеґунда, батько Морвен, дід Туріна. Був у числі дванадцяти воїнів загону свого дядька Барагіра, вбитий орками.
- Ба́ран (англ. Baran) — вождь аданів з дому Беора, син Беора, батько Борона.
- Бард (англ. Bard) — ім'я, що може стосуватися двох персонажів:
  - Бард — стрілець з Есґарота, нащадок Ґіріона з Дейла. Застрелив дракона Смауґа, командував людьми в Битві П'яти Воїнств. Після втечі міського голови став королем Есґарота, а надалі відбудованого Дейла. Батько Баїна, дід Бранда.
  - Бард ІІ — король Дейла й Есґарота, син Бранда, внук Баїна, правнук Барда Стрільця. Під час Війни Персня разом з Торіном ІІІ Кам'яношоломом відкинув сили Мордору від Еребору і долини Дейла.
- Баттербур, Барліман Баттербур (англ. Barliman Butterbur)[2] — господар трактиру і постоялого двору в селі Брі. Познайомив Фродо з Араґорном (представивши його як Блукача), передав Фродо лист від Гендальфа.
- Беггінси — див. Торбини
- Беладонна Тук (англ. Beladonna Took) — дочка Старого Тука, дружина Бунго Торбина, мати Більбо.
- Бе́леґ (англ. Beleg) — ім'я, що може стосуватися двох персонажів:
  - Белеґ, на прізвисько Куталіон (з синдарину — «Могутній Лук») — ельф з синдарів, командир прикордонної сторожі Доріату, друг і соратник Туріна. Брав участь у Битві Незлічених Сліз. Разом з Ґвіндором врятував Туріна, але той, прийнявши Белеґа за ворога, вбив його мечем Анґлахелом.
  - Белеґ — король Артедайну (946—1029), син Амлаїта, батько Маллора.
- Белеґорн (англ. Belegorn) — намісник-правитель Гондору (2148—2204), син Геріона, батько Гуріна І.
- Белеґунд (англ. Belegund) — син Бреґоласа, брат Бараґунда, батько Ріан, дід Туора. Був у числі дванадцяти воїнів загону свого дядька Барагіра, вбитий орками.
- Беле́ктор (англ. Belecthor) — ім'я, що може стосуватися двох персонажів:
  - Белектор І — намісник-правитель Гондору (2628—2655), син Гуріна ІІ, батько Ородрета.
  - Белектор ІІ — намісник-правитель Гондору (2811—2872), син Береґонда, батько Торондіра. Після його кончини засохло Біле Дерево. Оскільки сімені не знайшлося, сухий стовбур залишили «до повернення короля».
- Бема (англ. Bema) — ім'я вали Ороме, прийняте в рогіримів.
- Беор, Беор Старий (англ. Beor the Old), раніше ім'я Балан (Balan) — вождь Першого з родів племені аданів (дім Беора).
- Беорн (англ. Beorn) — людина-ведмідь з Дикого Краю, батько Ґрімбеорна. Притулив у себе Гендальфа, Більбо та гномів. Взяв участь у Битві П'яти Воїнств, вніс перелом у хід бою, вбив орочого командувача Болґа. Надалі став правителем Дикого Краю.
- Бе́рґіл (англ. Bergil) — син Береґонда, десятирічний хлопчик, якого Перегрін зустрів у Мінас-Тіріті.
- Бе́реґ (англ. Bereg) — один з вождів аданів роду Беора, внук Барана, правнук Беора. Виступив проти союзу з ельфами і з частиною прибічників залишив Белеріанд.
- Береґонд (англ. Beregond) — ім'я, що може стосуватися двох персонажів:
  - Береґонд — намісник-правитель Гондору (2763—2811), син Берена, батько Белектора ІІ. Під час його правління сталася війна між гномами й орками.
  - Береґонд — гондорський воїн, син Баранора, батько Берґіла, один зі Стражів Цитаделі. Бився зі стражами королівської усипальниці, коли Денетор ІІ намагався спалити в ній себе зі своїм сином Фарамиром. Після воцаріння Елессара призначений у гвардію Фарамира і командиром загону в Емін-Арнені.
- Бе́рен (англ. Beren) — ім'я, що може стосуватися двох персонажів:
  - Берен, на прізвисько Ерхаміон (з синдарину — «Однорукий») — людина з племені аданів, роду Беора, син Барагіра, чоловік Лутіен, батько Діора Доріатського. Був у загоні свого батька Барагіра, став єдиним, кому вдалося врятуватися. Разом з Лютієн здобув один Сільмарілл.
  - Берен — намісник-правитель Гондору (2743—2763), син Еґалмота, батько Береґонда. Дозволив Саруману поселитися в Ізенгарді і вручив йому ключі від Ортанка.
- Берт (англ. Bert) — один з трьох тролів, що схопили гномів і Більбо. Перетворився на камінь.
- Берутіель (англ. Berúthiel) — смертна жінка з Чорних Нуменорців, дружина гондорського короля Тараннона Фаластура. Нарешті відправлена чоловіком на заслання. Була любителькою кішок (Арагорн у «Братерстві Персня» згадує «кішок королеви Берутіель»).
- Білл (англ. Bill) — ім'я, що може стосуватися трьох персонажів:
  - Білл — див. Вільям
  - Білл — поні, куплений Баттербуром у Білла Папоротня і відданий гобітам. Своє ім'я отримав від Сема Ґемджі. Залишений перед воротами Морії, повернувся у Брі, надалі повернений господарям. На ньому їхав Сем, проводжаючи Фродо до Срібних Гаваней.
  - Білл Папоротень (англ. Bill Ferny) — людина з села Брі. Разом з брамником Гаррі Козолистом був агентом людей Сарумана, після таємничого зникнення всіх коней у селі погодився продати свого поні за потрійну ціну. По приходу Сарумана в Шир переселився туди, охороняв Барандуїнський міст, вигнаний чотирма гобітами в ніч їх приїзду до мосту.
- Більбо Торбин
- Біфур (англ. Bifur) — гном (не з народу Дуріна), брат Бофура. Взяв участь у поході до Еребору, у Битві П'яти Воїнств.
- Бладортін (англ. Bladortin) — король якоїсь з держав Середзем'я, згадується у «Гобіті» як один із замовників зброї в ереборських гномів. У планах до «Гобіта» первісно так автор хотів назвати Гендальфа.
- Бланко (англ. Blanco) — гобіт, разом зі своїм братом Марчо в 1601 році Третьої Епохи (1 рік Ширу) отримав дозвіл від короля Арґелеба ІІ і привів гобітські племена в Шир.
- Блукач (англ. Strider) — прізвисько Араґорна ІІ, дане йому мешканцями містечка Брі, під яким він і був представлений гобітам. Ім'я роду нащадків Араґорна-Елессара «Телконтар» являє собою квенійську кальку цього прізвиська.
- Боб (англ. Bob) — гобіт з містечка Брі, наймит Баттербура.
- Болґ (англ. Bolg) — цар орків Імлистих Гір, син Азоґа. Командував орками і варгами в Битві П'яти Воїнств, вбитий у ній Беорном.
- Бомбур (англ. Bombur) — гном (не з народу Дуріна). Взяв участь у поході до Еребору, у Битві П'яти Воїнств.
- Бор (англ. Bor) — один з двох вождів Темних Людей, батько Борлада, Борлаха і Бортанда. Уклав союз з Маедросом.
- Борлад (англ. Borlad) — син Бора, служив Маедросу і Маґлору, бився на їхній стороні в Битві Незлічених Сліз і загинув у ній.
- Борлах (англ. Borlach) — син Бора, служив Маедросу і Маґлору, бився на їхній стороні в Битві Незлічених Сліз і загинув у ній.
- Боромир (англ. Boromir) — ім'я, що може стосуватися трьох персонажів:
  - Боромир — вождь аданів з дому Беора, син Борона, внук Барана, правнук Беора, батько Бреґора.
  - Боромир — намісник-правитель Гондору (2477—2489), син Денетора І, батько Кіріона. Важко поранений на війні з Мінас-Моргулом, помер кілька років по тому.
  - Боромир — син Денетора ІІ, брат Фарамира. Відправлений батьком у Рівенделл, увійшов до Братства Персня. Загинув у бою з орками, захищаючи гобітів Меріадока і Перегріна.
- Бо́рон (англ. Boron) — вождь аданів з дому Беора, син Барана, батько Бороміра.
- Бортанд (англ. Bortand) — син Бора, служив Маедросу і Маґлору, бився на їхній стороні в Битві Незлічених Сліз і загинув у ній.
- Бофур (англ. Bofur) — гном (не з народу Дуріна), брат Біфура. Взяв участь у поході до Еребору, у Битві П'яти Воїнств.
- Бранд (англ. Brand) — король Дейла і Есґарота, син Баїна, батько Барда ІІ. У Війні Персня обороняв Еребор і загинув разом з королем гномів Даїном ІІ.
- Брандір, Брандір Кульгавий (англ. Brandir, Brandir the Lame) — вождь галадинів, син Гандіра. Кохав свою троюрідну сестру Нієнор. Вбив Дорласа, вбитий своїм троюрідним братом Туріном.
- Бреґо (англ. Brego, 2512—2570) — король Рогану, син Еорла Юного, батько Балдара й Алдора Старого.
- Бреґолад (англ. Bregolad) — ельфійське ім'я ента Скородерева.
- Бреґолас (англ. Bregolas) — син Бреґора, брат Барагіра, батько Белеґунда і Бараґунда.
- Бреґор (англ. Bregor) — вождь аданів з дому Беора, син Бороміра, батько Барагіра і Бреґоласа.
- Брендіцапи (англ. the Brandybuck) — гобітський рід. Ведуть походження від Староцапів (англ. the Oldbuck): голова роду Ґоргендад Староцап почав будівництво Цапового Краю за Барандуїном (Брендівинною) і змінив прізвище на Брендіцап. До цього роду приналежали Меріадок Брендіцап і Примула Брендіцап (мати Фродо Торбина).
- Брітта (англ. Brytta) — король Рогану, син Фреалафа, батько Валди.
- Бродда (англ. Brodda) — один зі зрадників-східняків, примусом одружився з Аерін, родичкою Гуріна. Вбитий Туріном.
- Букокіст (англ. Beechbone) — один з ентів. Загинув під час штурму Ізенгарда, спалений Саруманом.
- Бунґо Торбин (англ. Bungo Baggins) — батько Більбо Торбина, син Мунґо Торбина і Лаури Грабб, чоловік Беладонни Тук.

## В
- Вайре (англ. Vairë) — одна з валарів, дружина Намо-Мандоса. Прозвана «Ткалею»: тче килими, на яких закарбовані всі події минулого.
- Валакар (англ. Valacar) — король Гондору (1366—1432), син Ромендакіла ІІ, батько Елдакара. У молодості відправлений батьком до союзників Гондору, племен Рованіону, там одружився з дочкою їх короля Відуґавії.
- Валанділ (англ. Valandil) — король Арнору, молодший син Ісілдура, брат Елендура, Аратана і Кіріона, батько анорського короля Елдакара. Під час війни Останнього Союзу був ще дитиною, виховувався у Рівенделлі. Його брати загинули в Ірисних Полях з батьком.
- Валда (англ. Walda, 2780—2851) — король Рогану, син Брітти, батько Фолки. Царював всього дев'ять років, вбитий орками.
- Вана (англ. Vána) — одна з валарів, молодша сестра Яванни, дружина Ороме.
- Варда (англ. Varda) — одна з валарів, дружина Манве.
- Вардамир (англ. Vardamir) — другий цар Нуменору, син Елроса-Тар-Мініатура, батько Тар-Аманділа.
- Відфара (англ. Widfara) — роганський воїн, розвідник у війську Теодена.
- Відуґавія (англ. Vidugavia) — король Рованіону, батько Відумаві, тесть Валакара, дід гондорського короля Елдакара.
- Відумаві (англ. Vidumavi) — дочка Відуґавії, дружина Валакара, мати гондорського короля Елдакара.
- Вільям (англ. William) — один з трьох тролів, що схопили гномів і Більбо. Перетворився на камінь.
- Вінітарія (англ. Vinitharya) — ім'я, яке в юності носив гондорський король Елдакар.
- Воронве (англ. Voronwë) — ельф з Гондоліна, син Аранве. Був у числі мореходів, відправлених Турґоном у Валінор і єдиним, кому вдалося врятуватися і повернутися у Середзем'я. Зустрів у Неврасті Туора і привів його в Гондолін.
- Воронділ (англ. Vorondil), на прізвисько Мисливець (англ. the Hunter) — намісник Гондора при королях Еарнілі ІІ та Еарнурі (1998—2029), син Пелендура, батько Марділа.
- Вулф (англ. Wulf) — син Фреки. Розпочав війну з Гелмом Молоторуким, вбитий племінником короля Фреалафом.

## Г
- Га́дор (англ. Hador) — ім'я, що може стосуватися двох персонажів:
  - Гадор, на прізвисько Лоріндол (англ. Lórindol, з синдарину — «Золотоволосий») — вождь одного з родів аданів (дім Гадора), син Гатола, внук Маґора, батько Ґундора, Ґалдора і Ґлоредель. Загинув у Битві Раптового Полум'я, захищаючи Фінрода. Рід Гадора був найбільш прославленим серед Трьох Домів Аданів.
  - Гадор — намісник-правитель Гондору (2278—2395), син Туріна І, батько намісника Барагіра.
- Ґаладріель — дочка Фінарфіна і Еарвен, дружина Келеборна, мати Келебріан. У Третю Епоху була хоронителькою одного з Трьох Елфійських Перснів.
- Галбарад (англ. Halbarad) — один зі Слідопитів Півночі, родич і заступник Араґорна. Під час Війни Персня зібрав невеликий загін, до якого також приєдналися сини Елронда. Передав Араґорну прапор зі зображенням Білого Дерева, вишитий Арвен. Взяв участь у поході Дорогою Мертвих, атаці на Пеларгір і поході на допомогу Мінас-Тіріту. Загинув у Битві на Пеленнорських полях.
- Га́лдад (англ. Haldad) — вождь роду галадинів, батько Галдара і Галет. Загинув у бою з орками.
- Га́лдан (англ. Haldan) — людина з племені галадинів, син Галдара, внук Галдада, племінник Галет, батько Галміра. Після смерті тітки став вождем галадинів.
- Га́лдар (англ. Haldar) — людина з племені галадинів, син Галдада, брат Галет, батько Галдана. Загинув у бою з орками, намагаючись відбити тіло батька.
- Га́лдір (англ. Haldir) — ім'я, що може стосуватися двох персонажів:
  - Галдір — людина з племені галадинів, син Галміра, внук Галдана, чоловік Ґлоредель, батько Гандіра і дід Брандіра Кульгавого. Загинув у Битві Незлічених Сліз.
  - Галдір — лісовий ельф, один з воїнів прикордонної сторожі Лорієну, брат Руміла і Орофіна. Зустрів загін Братства Персня.
- Ґалдор (англ. Galdor) — ім'я, що може стосуватися двох персонажів:
  - Ґалдор, Ґалдор Високий (англ. Galdor the Tall) — людина з аданів, син Гадора, чоловік Гарет, батько Гуріна і Гуора.
  - Ґалдор — ельф, посланий Кірданом до Рівенделлу, який взяв участь у раді Елронда.
- Галет (англ. Haleth) — ім'я, що може стосуватися двох персонажів:
  - Галет — дочка Галдада, сестра Галдара. Після загибелі батька і брата очолила рід галадинів (дім Галет). Не була одружена, після її кончини влада перейшла до її племінника Галдана.
  - Галет — старший син роганського короля Гелма Молоторукого, брат Гами. Загинув у бою з дунландцями.
- Галлас (англ. Hallas) — намісник-правитель Гондору (2567—2605), син Кіріона, батько Гуріна ІІ.
- Галмір (англ. Halmir) — людина з племені галадинів, син Галдана, батько Галдіра і Гарет, дід Гуріна і Гуора. Під проводом Галміра галадини разом з синдарами, яких вів Белеґ, розбили великий загін орків.
- Гама (англ. Hama) — ім'я, що може стосуватися двох персонажів:
  - Гама — молодший син Гелма Молоторукого, брат Галета. Загинув у сніговій бурі під час облоги Гелмбурга.
  - Гама — роганський воїн, Страж Палат Теодена. Загинув під час оборони Стіни Гелма в у Гельмовій Улоговині.
- Ґамлінґ (англ. Gamling) — командир рогіримів у фортеці Горнбург у Гельмовій Улоговині.
- Га́ндір (Handir) — людина з племені галадинів, син Галдіра і Ґлоредель, батько Брандіра. Загинув у бою з орками.
- Гарет (англ. Hareth) — жінка з племені галадинів, дочка Галміра, дружина Ґалдора, мати Гуріна і Гуора.
- Гаррі Козолист (англ. Harry Goatleaf) — брамник у селі Брі, був агентом людей Сарумана.
- Ґарулф (англ. Garulf) — один воїнів Рогану. Загинув у бою, його коня Газуфела віддали Араґорну.
- Гаталдір Юний (Hathaldir the Young) — людина з роду Беора, один з дванадцяти воїнів загону Барагіра. Вбитий орками.
- Гатол (англ. Hatol) — вождь одного з родів аданів (дім Гадора), син Маґора, внук Малаха Марадана, батько Гадора.
- Ґва́їгір (англ. Gwaihir), Володар Вітрів (англ. Windlord) — правитель орлів в Імлистих горах, нащадок Торондора, брат Ландровала. Разом з підданими врятував Гендальфа, гномів і Більбо від орків і варгів, брав участь у Битві П'яти Воїнств (у «Гобіті» ім'я «Ґваїгір» не згадується, він там названий просто «Володар Орлів»). Допоміг Гендальфу втекти з Ортанка, після загибелі мага в бою з балрогом і його воскресіння переніс його в Лорієн. Коли Фродо знищив Перстень Влади і настав кінець Саурона, Ґваїгір з Ландровалом і Менелдором врятували Фродо і Сема на схилах Ородруїну.
- Ґвілін, Ґуїлін — ельф-нолдор з Нарґотронда, батько Ґелміра і Ґвіндора.
- Ґвіндор — ельф-нолдор з Нарґотронда, син Ґвіліна, брат Ґелміра. Взятий у полон у Битві Незлічених Сліз, був у рабстві Моргота, потім йому вдалося втекти. Зустрів Белеґа, разом з ним визволив Туріна. Після смерті Белеґа привів Туріна в Нарґотронд. Смертельно поранений у бою з орками в долині Тумгалад.
- Ґган-бурі-Ґган (англ. Ghân-buri-Ghân) або просто Ґган — вождь народу лісу Друадан, вказав війську Теодена секретний шлях у горах до Мінас-Тіріта.
- Ґеліон (англ. Gelion) — лісовий ельф, дворецький у палаці Трандуїла.
- Гелм Молоторукий (англ. Helm the Hammerhand; 2691—2759) — король Рогану, батько Галета і Гами. Замерз під час оборони фортеці Дунгарґ під час війни з дунланцями, йому спадкував племінник Фреалаф. На його честь названа Гелмова Улоговина.
- Ґе́лмір (англ. Gelmir) — ім'я, що може стосуватися двох персонажів:
  - Ґелмір — ельф-нолдор з Нарґотронда, син Ґвіліна, брат Ґвіндора. Взятий у полон у Битві Раптового Полум'я, замучений слугами Моргота перед Битвою Незлічених Сліз.
  - Ґелмір — ельф-нолдор, підданий Анґрода. Разом з Армінасом посланий Кірданом Корабелом до Ородрета, щоб попередити його про лихо, що чигає на Нарґотронд.
- Гемфаст Ґемджі (англ. Hamfast Gamgee) — гобіт, батько Сема Ґемджі.
- Гендальф, серед ельфів, а також людей Гондору відомий як Мітрандір — один з п'яти магів.
- Геріон (англ. Herion) — намісник-правитель Гондору (2116—2148), син Ерадана, батько Белеґорна.
- Ґеронтіус Тук (англ. Gerontius Took), більше відомий як Старий Тук (англ. Old Took; 1190—1320 за літочисленням Ширу) — гобіт, один з ширських танів, син Фортінбраса І, чоловік Адаманти Чабб, батько Беладонни Тук, дід Більбо Торбина, прадід Фродо, прапрадід Перегріна Тука і Меріадока Брендіцапа.
- Гурумор (англ. Hurumor) — нуменорець-зрадник, мав вплив серед гарадримів наприкінці Другої Епохи.
- Гіармендакіл (англ. Hyarmendacil, з квенья — «Переможець Півдня») — ім'я, що може стосуватися двох персонажів:
  - Гіармендакіл І, раніше ім'я Кіріагер — король Гондору (1015—1149), син Кіріанділа, батько Атанатара ІІ Алкаріна. Останній з «морських королів». При ньому Гондор досяг вершини своєї могутності.
  - Гіармендакіл ІІ, раніше ім'я Вініаріон — король Гондору (1540—1621), син Алдаміра, батько Мінарділа.
- Ґіл-ґалад (англ. Gil-galad), у юності називався Ерейніон (Ereinion) — син Фінґона, внук Фінґолфіна. Після загибелі свого дядька Турґона проголошений королем ельдарів Середзем'я. У Другу Епоху правив ельфами Ліндону (частини Белеріанду, що залишилася над водою після Битви Гніву), був Хоронителем Найстаршого з Трьох Перснів Ельфів. Разом з Еленділом очолив Останній Союз ельфів і людей, загинув у бою з Сауроном у Мордорі.
- Гілда (англ. Hild) — дочка Ґрама, сестра Гелма Молоторукого, мати Фреалафа.
- Ґі́лдор (англ. Gildor) — ім'я, що може стосуватися двох персонажів:
  - Ґілдор — людина з роду Беора, один з дванадцяти воїнів загону Барагіра. Вбитий орками.
  - Ґілдор Інґлоріон (англ. Gildor Inglorion) — ельф з Рівенделла. Був старшим у групі ельфів, яких Фродо, Сем і Піппін зустріли в Ширі. Також супроводжував Елронда, Галадрієль і Більбо в Срібні Гавані.
- Ґілраен (англ. Gilraen; 2907-3007) — дочка Діргаела і Іворвен, дружина Араторна ІІ, мати Араґорна ІІ.
- Ґілтоніель (англ. Giltaniel, з синдарину — «та, що засвічує зірки») — епітет вали Варди.
- Ґімілхад (англ. Gimilkhâd) — син Ар-Гімілзора, брат Тар-Палантіра, батько Ар-Фаразона
- Ґімлі — гном з народу Дуріна, син Ґлоїна. Увійшов до Братства Персня як представник гномів. Взяв участь у поході Араґорна Дорогою Мертвих, у Битві на Пеленнорських полях і битві перед Мораноном.
- Гірґон (англ. Hirgon) — гондорський гонець від Денетора ІІ. Передав королю Теодену Червону Стрілу — гасло, що Мінас-Тіріт потребує допомоги. Разом з іншим гінцем загинув на зворотному шляху.
- Ґіріон (англ. Girion) — король Дейла в часи гном'ячого короля Трора, предок Барда Стрільця.
- Гірлуїн Ясний, Гірлуїн із Зелених Пагорбів (англ. Hirluin the Fair, Hirluin of the Green Hills) — командир загону воїнів Піннат-Ґеліну. Загинув у Пеленнорській битві.
- Ґлаурунґ — безкрилий дракон, перший з урулокі Моргота. Брав участь у Битві Раптового Полум'я, Битві Незлічених Сліз, захопленні і руйнуванні Нарґотронда. Вбитий Туріном.
- Ґліргуїн (англ. Glirhuin) — співець і провидець з племені галадинів. Склав у пісню, у якій прорік, що могила Туріна і його матері Морвен Елледвен ніколи не буде осквернена Морготом і ніколи не заллється морем.
- Ґлоїн (англ. Gloin) — ім'я, що може стосуватися двох персонажів:
  - Ґлоїн (2136—2385) — гном з народу Дуріна, правитель царства у Сірих Горах, син Торіна І, батько царя Оїна.
  - Ґлоїн — гном з народу Дуріна, син Ґроїна, брат Оїна, двоюрідний брат Баліна і Дваліна, батько Ґімлі. Взяв участь у поході до Еребору (на раді гномів у Торбі-на-Кручі висловив сумнів у надійності Більбо), у Битві П'яти Воїнств. Разом з сином прийшов у Рівенделл, де брав участь у Раді Елронда.
- Ґлоредель (англ. Gloredhel) — смертна жінка, дочка Гадора, сестра Ґалдора і Ґундора, дружина Галдіра, мати Гандіра.
- Ґлорфіндел (англ. Glorfindel) — один з нолдорів, що повернулися у Середзем'я разом з Фінґолфіном, воєначальник Турґона. Брав участь у Битві Незлічених Сліз. Загинув під час падіння Ґондоліна у бою з балрогом. Незабаром повернувся з Палат Мандоса, у Другій Епосі переселився у Середзем'я, брав участь у першій війні з Сауроном. Разом з Елрондом заснував Рівенделл, наприкінці Другої Епохи брав участь у війні Останнього Союзу. Врятував Фродо Торбина від назгулів.
- Ґоласґіл (англ. Golasgil) — правитель Анфаласу, привів загін мисливців і пастухів для оборони Мінас-Тіріта.
- Голдвайн (англ. Holdwine, «Виночерпій») — ім'я, дане Меріадоку Бредіцапу королем Теоденом.
- Ґолдвайн (англ. Goldwine; 2619—2699) — король Рогану, син Фреавайна, батько Деора.
- Ґолум, справжнє ім'я Смеаґол — гобіт з племені стурсів, що жили на березі Андуїну. Відібрав у свого приятеля Деагола Перстень Всевлади, сховався з ним у печері. За сотні років під впливом Персня втратив первісний образ, перетворившись на страшну потвору. Втративши Перстень, вибрався назовні, потрапив у Мордор, де під тортурами назвав Саурону ім'я Більбо Торбина. У Вогняній Печері Ородруїну відкусив палець Фродо разом з Перснем і впав з ним у жерло вулкану.
- Ґольфімбул (англ. Golfimbul) — цар орків гори Ґрам. У 2747 році Третьої Епохи на чолі великого загону вторгся в Шир. У битві в Північній Чверті Ширу («битва на Зелених Полях») орки були розбиті гобітською армією під проводом Бандобраса Тука. У «Гобіті» повідомляється, що Бандобрас «зніс Гольфімбулу голову дерев'яною палицею, вона попала в кролячу нору, тим самим була винайдена гра в гольф».
- Ґо́рлім Злощасний (англ. Gorlim the Unhappy) — людина з роду Беора, один з дванадцяти воїнів загону Барагіра. Зачаклований примарою своєї вбитої дружини Ейлінель, видав Саурону місцезнаходження своїх товаришів, після чого жорстоко вбитий.
- Ґо́рбаґ (англ. Gorbag) — командир загону орків з фортеці Мінас-Морґул. Загони Ґорбаґа і Шаґрата полонили Фродо в лігві Шелоб. Вбитий Шаґратом у фортеці Кіріт-Унґол.
- Ґорта́ур (англ. Gorthaur, з синдарину — «Жахливий») — інше ім'я Саурона.
- Ґо́тмоґ (англ. Gothmog) — ім'я, що може стосуватися двох персонажів:
  - Ґотмоґ — балрог (злий майя вогню), головний серед балрогів. Вбив Фінгона, полонив Гуріна. Загинув під час здобуття Гондоліна у двобою з Ектеліоном.
  - Ґотмоґ — намісник Мінас-Моргула, після загибелі Короля-Примари командував силами Саурона на Пеленнорських полях.
- Ґрам (англ. Gram, 2668—2741) — король Рогану, син Деора, батько Гелма Молоторукого і Гілди, дід Фреалафа.
- Ґріма (англ. Grima), на прізвисько Червоязик (англ. Wormtongue) або просто Черв (англ. Worm) — людина з Рогану, слуга і вивідувач Сарумана. Вирушив разом з Саруманом у Шир. Вбив Лото Торбина, після скинення свого господаря зарізав і його, потім зразу вбитий гобітами.
- Ґрімбе́орн Старий (англ. Grimbeorn the Old) — син Беорна.
- Ґрі́мболд (англ. Grimbold) — один з воєначальників Теодена, брав участь в обороні бродів Ізену. Під час Пеленнорської битви командував лівим флангом рогаримів і загинув у бою.
- Ґрі́шнах (англ. Grishnakh) — орк з Імлистих Гір, командир орочого загону, що підпорядковувався Саурону. Брав участь у нападі на Боромира, полоненні Меріадока і Перегріна. Сперечався з командиром ізенгардських орків Уґлуком, намагався викрасти в нього полонених гобітів і доставити в Мордор. Вбитий рогіримами.
- Ґроїн (англ. Groin; 2671—2923) — гном з народу Дуріна, син Фаріна, брат Фундіна, батько Оїна та Ґлоїна, дід Ґімлі.
- Ґрор (англ. Gror, 2563—2805) — гном з народу Дуріна, молодший син Даїна І, брат Трора і Фрора, батько Наїна, дід Даїна ІІ. Після загибелі батька відвів частину народу від Сірих Гір до Залізних Пагорбів і став там правителем.
- Гуан (англ. Huan) — пес-вовкодав, приналежав спочатку валі Ороме, потім Келеґорму. Допоміг Берену здобути Сільмарілл, загинув у бою з вовком Кархаротом.
- Ґуїлін — див. Ґвілін
- Ґундор — людина з дому Гадора, молодший син Гадора, брат Ґалдора і Ґлоредель. Загинув разом з батьком у Битві Раптового Полум'я.
- Гунтор (англ. Hunthor) — людина з роду галадинів, родич Брандіра. Супроводжував Туріна на бій з Глаурунгом, вбитий впалим каменем.
- Гуор (англ. Huor) — син Ґалдора і Гарет, брат Гуріна, батько Туора. Загинув у Битві Незліченних Сліз.
- Гурін (англ. Hurin) — ім'я, що може стосуватися п'яти персонажів:
  - Гурін — син Ґалдора і Гарет, брат Гуора, батько Туріна. Взятий у полон у Битві Незліченних Сліз.
  - Гурін — намісник гондорського короля Мінарділа, засновник дому Гуріна, до якого належали Пелендур, Воронділ і намісники-правителі Гондору.
  - Гурін І — намісник-правитель Гондору (2204—2244), син Белеґорна, батько Туріна І
  - Гурін ІІ — намісник-правитель Гондору (2605—2628), син Галласа, батько Белектора
  - Гурін Високий (англ. Hurin the Tall) — один гондорських воїнів, Страж Ключів, учасник Пеленнорської битви.
- Ґутлаф (англ. Guthláf) — прапороносець короля Теодена, загинув у Пеленнорській битві.

## Д
- Да́ґнір (англ. Dagnir) — людина з роду Беора, один з дванадцяти воїнів загону Барагіра. Вбитий орками.
- Даерон (англ. Daeron) — ельф-синдар з Доріату, прославився як найперший співець. Винахідник письма «Кертар Даерон» (відомого також як «руни гномів»). Кохав Лютієн, двічі виказував її Тінголу, потім назавжди залишив Доріат і зник безслідно.
- Даїн (англ. Dain) — ім'я, що може стосуватися двох персонажів:
  - Даїн І — гном з народу Дуріна, правитель царства у Сірих Горах, син Наїна ІІ, батько Трора, Фрора і Ґрора. Вбитий драконом.
  - Даїн ІІ, Даїн Залізностоп (англ. Dain Ironfoot) — гном з народу Дуріна, син Наїна, внук Ґрора, батько Торіна ІІІ. У битві в Азанулбізарі вбив царя орків Азога. Правив народом Залізних Пагорбів, взяв участь у Битві П'яти Воїнств, після загибелі Торіна ІІ Дубощита проголошений царем Еребору. Загинув під час Війни Персня, обороняючи Еребор.
- Да́йруїн (англ. Dairuin) — людина з роду Беора, один з дванадцяти воїнів загону Барагіра. Вбитий орками.
- Дамрот (англ. Damroth) — один з воїнів загону Фарамира, яких зустріли Фродо і Сем в Ітілієні.
- Двалін (англ. Dwalin) — гном з народу Дуріна, син Фундіна, брат Баліна, двоюрідний брат Оїна і Ґлоїна. Взяв участь у поході до Еребору, у Битві П'яти Воїнств.
- Деаґол (англ. Deagol) — гобіт з племені стурсів, приятель Смеагола-Голума. На риболовлі знайшов Перстень Влади, потім задушений своїм приятелем.
- Де́нетор (англ. Denethor) — ім'я, що може стосуватися трьох персонажів:
  - Денетор — ельф-телері, син Ленве, привів частину народу свого батька через гори у Белеріанд. Загинув на горі Амон-Ереб у Першій Битві Белеріанду.
  - Денетор І — намісник-правитель Гондору (2435—2477), син Діора, батько намісника Боромира
  - Денетор ІІ — останній намісник-правитель Гондору (2984-3019), син Ектеліона ІІ, батько Боромира і Фарамира.
- Деор ((англ. Deor; 2644—2718) — король Рогану, син Ґолдвайна, батько Ґрама.
- Деревобород (англ. Treebeard), ельфійське ім'я Фанґорн — ент, якого зустріли Меріадок і Перегрін.
- Дерворін (Dervorin) — син правителя долини Рінґло, командир загону трьохсот воїнів. Брав участь у Пеленнорській битві.
- Дернгелм (англ. Dernhelm) — ім'я, яким назвала себе Еовін, вирушивши з військом Теодена в чоловічому одягу.
- Деруфін (Derufin) — воїн з нагір'я Мортонд, син Дуїнгіра, брат Дуїліна. Загинув у Пеленнорській битві.
- Діор (англ. Dior) — ім'я, що може стосуватися двох персонажів:
  - Діор — син Берена й Лютієн, батько Елуреда, Елуріна та Ельвінг. Після загибелі свого діда Тінгола став королем Доріату. Вбитий синами Феанора за відмову віддати Сільмарілл.
  - Діор — намісник-правитель Гондору (2412—2435), син намісника Барагіра, батько Денетора І.
- Діргаел (англ. Dirhael) — ім'я, що може стосуватися двох персонажів:
  - Діргаел — співець, що склав «Пісню про дітей Гуріна». Загинув під час нападу синів Феанора на Гавані.
  - Діргаел — один з північних мандрівників, нащадок Аранарта, чоловік Іворвен, батько Ґілраен, дід Араґорна ІІ.
- Діс (англ. Dis, 2760-?) — жінка-гном з народу Дуріна, дочка Траїна ІІ, сестра Торіна ІІ і Фреріна, мати Філі і Кілі.
- Дорі (англ. Dori) — гном з народу Дуріна, далекий родич Торіна ІІ. Взяв участь у поході до Еребору, у Битві П'яти Воїнств.
- Дорлас (англ. Dorlas) — командир одного із загонів галадинів, намагався зі своїми людьми врятувати Фіндуїлас, дочку Ородрета. Оточений зі своїми людьми орками, врятований Туріном. Надалі Дорлас привів Туріна до вождя Брандіра. Зголосився йти з Туріном на бій з Ґлаурунґом, але на переправі через Тейґлін зніяковів і залишив Туріна і Гунтора. Вбитий Брандіром, який відомстив йому за образу.
- Драуґлін (англ. Drauglin) — вовколак Морґота, вбитий Гуаном на острові Тол-ін-Ґаургот (колишній Тол-Сіріон). В образі Драуґліна Берен пробрався в Аґбанд.
- Дроґо Торбин (Drogo Baggins; 1308—1380 за літочисленням Ширу) — гобіт, син Фоско Торбина і Рубі Бульбер, троюрідний брат Більбо, чоловік Примули Брендіцап, батько Фродо Торбина. Втонув разом з дружиною під час переправи через Барандуїн.
- Дуїлін (Duilin) — воїн з нагір'я Мортонд, син Дуїнгіра, брат Деруфіна. Загинув у Пеленнорській битві.
- Дуїнгір (Duinhir) — командир загону воїнів з нагір'я Мортонд, батько Дуїліна і Деруфіна. Брав участь у Пеленнорській битві.
- Дурін, в інших перекладах Д'юрін, Дарін (англ. Durin) — ім'я, що може стосуватися кількох персонажів:
  - Дурін І, Дурін Безсмертний (Durin the Deathless) — старший з сімох перших гномів, створених Ауле, родоначальник народу Дуріна. Помер наприкінці Першої Епохи, похований у Морії.
  - Дурін ІІІ — гном з народу Дуріна, цар Морії. Жив у Другу Епоху. Отримав від ельфів Ерігіону найстарший з Сімох Перснів Гномів.
  - Дурін VI (1731—1980†) — гном з народу Дуріна, цар Морії, батько Наїна І. Під час його правління пробудився балрог, який вбив царя.
  - Дурін VII — гном з народу Дуріна, нащадок Торіна ІІІ. Згадується лише на родовідному дереві, відоме, що він жив набагато пізніше після подій, описаних у «Володарі Перснів».

## Е
- Еарвен (англ. Eärwen) — дочка Ольве, дружина Фінарфіна, мати Фінрода, Ородрета, Анґрода, Аеґнора і Ґаладрієль
- Еарендур (англ. Eärendur) — ім'я, що може стосуватися двох персонажів:
  - Еарендур — нащадок Сільмарієн, володар краю Андуніє на заході Нуменору. Брат Ліндоріє, дядько Інзілбет, двоюрідний дід Тар-Палантіра.
  - Еарендур — останній король Арнору (777—861), син короля Елендура, батько Амлаїта Форностського. Після смерті Еарендура Арнор розділений його синами на три королівства — Артедайн, Кардолан і Рудаур.
- Еаренділ (англ. Eärendil) — ім'я, що може стосуватися двох персонажів:
  - Еаренділ — син Туора і Ідріль, чоловік Ельвінг, батько Елроса і Елронда. Дав ім'я найяскравішій зорі (очевидно, планета Венера), оскільки, за легендою, узнесений валарами на небо з Сільмаріллом на грудях.
  - Еаренділ — король Гондору (238—324), син Кемендура, батько Анарділа.
- Еарніл (англ. Eärnil) — ім'я, що може стосуватися двох персонажів:
  - Еарніл І — король Гондору (913—936), син Таркіріана, племінник короля Тараннона Фаластура, батько Кірінділа. Другий з «морських королів». Відбудував давню гавань Пеларґір, взяв в облогу і здобув Умбар. Пропав безвісти зі своїм флотом у морі.
  - Еарніл ІІ — передостанній король Гондору (1945—2043), син Сіріонділа, батько Еарнура. Був королівським воєначальником, після загибелі Ондогера і його синів проголошений королем. Відкинув претензії північного короля Арведуї на корону Гондору, але відправив йому військову допомогу для війни з Анґмаром. Під час його правління назгули захопили Мінас-Ітіль.
- Еарнур (англ. Eärnur) — останній король Гондору (2043—2050), син Еарніла ІІ. Командував гондорським військом, відправленим його батьком на допомогу Артедайну, брав участь у битві при Форності. Через сім років після воцаріння викликаний Королем-Чаклуном на двобій, вирушив до Мінас-Морґула і зник там безслідно (очевидно, потрапив в полон і був вбитий). Після зникнення Еарнура влада в Гондорі перейшла до намісників.
- Ейлінель (англ. Eilinel) — дружина Ґорліма Злощасного. Вбита слугами Саурона, який використав її примару, щоб обманути Ґорліма і примусити його зрадити своїх товаришів.
- Ектеліон (англ. Ecthelion) — ім'я, що може стосуватися трьох персонажів:
  - Ектеліон — приближений короля Турґона. Брав участь у битві Незліченних Сліз, загинув під час здобуття Гондоліна в двобою з Готмогом.
  - Ектеліон І — намісник-правитель Гондору, син намісника Ородрета, батько Еґалмота.
  - Ектеліон ІІ — намісник-правитель Гондору, син намісника Тургона, батько Денетора ІІ, дід Боромира і Фарамира.
- Еланор, Еланор Ясна (англ. Elanor the Fair; 1421-?) — старша дочка Сема Ґемджі і Троянди Коттон. Названа на честь квітки, що росте в Амані (до початку Четвертої Епохи росла і в Лорієні). У 1436 році стала фрейліною королеви Арвен. У 1451 одружилася з Фастредом Зеленодубом і оселилася з ним на Західному Узграниччі. Їхні нащадки були спадковими Стражами Узграниччя і зберігали Червону Книгу.
- Елберет (англ. Elbereth, з синдарину — «цариця зірок») — ім'я вали Варди, прийняте в ельфів Середзем'я.
- Елве Сінґолло (англ. Elwë Singollo) — ім'я на квенья Елу Тінгола.
- Елвінґ (англ. Elwing) — дочка Діора і Німлот, дружина Еаренділа, мати Елроса й Елронда.
- Елдакар (англ. Eldacar) — ім'я, що може стосуватися двох персонажів:
  - Елдакар — король Арнору (249—339), син Валанділа, внук Ісілдура, батько Арантара.
  - Елдакар, ім'я в юності Вінітарія — король Гондору (1432—1437 і 1447—1490), син Валакара і рованіонської принцеси Відумаві, батько Орненділа і Алдамира. Через п'ять років після воцаріння скинутий своїм родичем Кастамиром, обложений в Осґіліаті (саме тоді згинув головний палантир), потім втік до народу своєї матері. Повернув корону в 1447 році.
- Елдаріон (англ. Eldarion) — син Араґорна ІІ і Арвен, після смерті батька в 120 році Четвертої Епохи став королем Арнору й Гондору. Згадується у «Повісті про Араґорна й Арвен» у додатках до «Володаря Перснів».
- Елемміре (англ. Elemmirë) — ельф-ваніяр з Тіріона на Туні, склав «Плач за Деревами».
- Еленве (англ. Elenwë) — жінка-ельф, дружина Турґона, мати Ідріль. Загинула під час переходу війська Фінголфіна через льоди затоки Гелькараксе.
- Еленділ (англ. Elendil) — перший король Арнору, син Аманділа, батько Ісілдура та Анаріона. Загинув у бою з Сауроном у Мордорі.
- Елендур (англ. Elendur) — ім'я, що може стосуватися двох персонажів:
  - Елендур — старший син Ісілдура, брат Аратана, Кіріона і Валанділа. Загинув разом з батьком в Ірисних Полях.
  - Елендур — передостанній король Арнору (652—777), син Валандура, батько Еарендура.
- Елладан (англ. Elladan) — син Елронда і Келебраен, близнюк Елрогіра, брат Арвен.
- Елронд (англ. Elrond) — син Еаренділа і Ельвінг, брат Елроса, чоловік Келебріан, батько Елладана, Елрогіра й Арвен.
- Елрос (англ. Elros), Тар-Мініатур — син Еаренділа і Ельвінг, брат Елронда, перший цар Нуменору
- Елрогір (англ. Elrohir) — син Елронда і Келебраен, близнюк Елладана, брат Арвен.
- Елфгелм (англ. Elfhelm) — один з роганських воєначальників, командир загону, у якому їхали Еовін і Меррі. Командував правим флангом рогіримів у Пеленнорській битві.
- Елуред (англ. Elured) — син Діора і Німлот, брат Елуріна й Ельвінг. Пропав безвісти після нападу синів Феанора на Доріат.
- Елурін (англ. Elurin) — син Діора і Німлот, брат Елуреда й Ельвінг. Пропав безвісти після нападу синів Феанора на Доріат.
- Елу Тінгол — див. Тінгол
- Елфгілда (англ. Elfhilda) — дружина Теодена, мати Теодреда. Померла при пологах.
- Елфстан (англ. Elfstan) — син Фастреда Зеленодуба із Західного Узграниччя й Еланор Ясної, внук Сема Ґемджі. Зберігав Червону Книгу.
- Емелдір (англ. Emeldir) — дружина Барагіра, мати Берена. Привела жінок і дітей племені Беора в Бретіл і Дор-Ломін.
- Енґбор (англ. Engbor) — правитель Ламедону. Приєднався до Арагорна, коли той проходив Ламедон з Військом Мертвих, брав участь в атаці на Пеларгір. Після Пеленнорської битви привів 4 000 воїнів у Мінас-Тіріт.
- Енел (англ. Enel) — третій з праотців ельфів, які пробудилися біля Куївіенену, чоловік Енельє. Вождь племені ліндорів (також неньяри, телері).
- Енельє (Enelyë) — жінка-ельф, дружина Енела.
- Еовін (англ. Eowin; 2995-?) — дочка Еомунда і Теодвін, сестра Еомера, племінниця Теодена, надалі дружина намісника Фарамира. У Битві на Пеленнорських полях разом з гобітом Меріадоком знищила Короля-Примару.
- Еол (англ. Eöl) — ельф з народу синдарів, родич Тінгола. Дружив з гномами. Викував мечі Анґлахел і Анґуїрел. Зачарував сестру Тургона Аредель і зробив її своєю дружиною. Батько Маегліна. Вбив дружину і намагався вбити сина, був страчений у Гондоліні за наказом Тургона.
- Еомер (англ. Eomer; 2991-63 Четвертої Епохи) — син Еомунда і Теодвін, брат Еовін, племінник Теодена. Після загибелі дядька став королем Рогану.
- Еомунд (англ. Eomund) — чоловік Теодвін, батько Еомера і Еорвін
- Еонве (англ. Eönwë) — один з майярів, герольд Манве. Під час Битви Гніву очолював військо Валінору.
- Еорл Юний (англ. Eorl the Young) — перший король Рогану, син Леода. Приручив дикого коня, на якому розбився його батько, і назвав його Феларофом. Під його проводом рогірими переселилися з Півночі в Келенардон у Гондорі.
- Еотайн (англ. Eothain) — роганський воїн, зброєносець Еомера.
- Ерейніон (англ. Ereinion, з квенья — «Нащадок Королів») — первісне ім'я Ґіл-ґалада.
- Ереллонт (англ. Erellont) — один з трьох супутників Еаренділа на кораблі «Вінґілот».
- Ерендіс (англ. Erendis) — дружина нуменорського принца Алдаріона (надалі царя Тар-Алдаріона), мати першої цариці-правительки Тар-Анкаліме. Їй присвячена повість «Алдаріон і Ерендіс» у «Незакінчених оповідях».
- Ерестор (англ. Erestor) — ельф у Рівенделлі, брав участь у раді Елронда, супроводжував Арвен до Мінас-Тіріта.
- Еркенбранд (англ. Erkenbrand) — правитель Вестфолду в Рогані, один з воєначальників Теодена. Брав участь в обороні бродів Ізену від орд Сарумана, привів загін на допомогу захисникам Гелмової Улоговини.
- Есте (англ. Estë) — одна з валарів, дружина Ірмо-Лорієна.
- Естел, Естель (англ. Estel, з синдарину — «Надія») — ім'я, яке отримав при народженні Араґорн ІІ.

## З
- Золотниця (англ. Goldberry) — дружина Тома Бомбадила.
- Золотинка (англ. Goldilocks)[3] — одна з дочок Сема Гемджі і Троянди Коттон, дружина Фарамира Тука.

## І
- Ібун (англ. Ibun) — карликовий гном, син Міма, брат Кгіма.
- Іворвен (англ. Ivorwen) — дружина Діргаела, мати Ґілраен.
- Ідріль (англ. Idril) — дочка Тургона і Еленве, дружина Туора, мати Еаренділа
- І́лмаре (англ. Ilmarë) — жінка-майя, служниця Варди.
- Ілуватар (англ. Iluvatar, з синдарину — «Отець Всього») — ім'я, яким ельфи Середзем'я називали Еру, Бога-Творця.
- І́мін (англ. Imin) — перший з трьох праотців ельфів, що пробудилися біля Куївіенену. Вождь племені ваніярів.
- Іміньє (англ. Iminyë) — жінка-ельф, дружина Іміна.
- Імлах (англ. Imlach) — людина з аданів (дім Гадора), син Мараха, брат Малаха, батько Амлаха.
- Імрагіл (англ. Imrahil) — князь Дол-Амроту, син Адрагіла. Брав участь у Пеленнорській битві і битві перед Мораноном, після смерті Денетора ІІ і поранення Фарамира тимчасово виконував обов'язки намісника Гондору.
- Інґболд (англ. Ingbold) — воїн з Мінас-Тіріта.
- Інґве (англ. Ingwë) — один з трьох ельфів, яких Ороме возив до Валінору, один з чотирьох вождів ельфійських народів, король ваніярів, Верховний король всіх ельфів Валінору.
- Індіс (англ. Indis) — родичка Інґве, друга дружина Фінве, мати Фінголфіна і Фінарфіна
- Інзілбет (англ. Inzilbêth) — дочка Ліндоріє, племінниця Еарендура, дружина Ар-Гімільзора, мати Тар-Палантіра і Ґімілхада
- Йорлас (англ. Iorlas) — гондорець, дядько Берґіла
- Йорет (англ. Ioreth) — стара жінка в Мінас-Тіріті, служила в госпіталі. Висловила думку, що справжній король здатний зціляти дотиком рук.
- Ірмо, більше відомий за місцем свого перебування як Лорієн — один з валарів, брат Намо-Мандоса і Нієнни, чоловік Есте. Повеліває видіннями, мріями та снами.
- Ісілдур — син Еленділа, брат Анаріона, батько Елендура, Аратана, Кіріона і Валанділа, предок Араґорна ІІ.

## К
- Каліммакіл (англ. Calimmacil) — син Аркіріаса, племінник короля Нармакіла ІІ, батько Сіріонділа, дід короля Еарніла ІІ.
- Калімегтар (англ. Calimehtar) — ім'я, що може стосуватися двох персонажів:
  - Калімегтар — брат гондорського короля Ромендакіла ІІ, дід Кастаміра.
  - Калімегтар — король Гондору (1856—1936), син Нармакіла ІІ, батько Ондогера. Збудував у Мінас-Анорі Білу Вежу.
- Калмакіл (англ. Calmacil) — король Гондору (1294—1304), син Атанатара ІІ Алкаріна, брат Нармакіла І, батько Ромендакіла ІІ (Міналкара). Правив країною нетривалий час після смерті свого брата, регентом був його син Міналкар.
- Камлост (англ. Camlost, з синдарину — «Порожня Рука») — прізвисько Берена.
- Карантір (англ. Carantir) — син Феанора і Нерданель. Правив землею Тарґелліон. Загинув під час нападу на Доріат.
- Карк (англ. Carc) — крук-мовець, який жив за часів Трора в Ереборі, батько Роака.
- Кархарот (англ. Carcharoth), Анфауґлір (англ. Anfauglir) — гігантський вовк Морґота. Відкусив руку Берена, проковтнув Сільмарілл. Вбитий псом Гуаном у Доріаті.
- Кастамир (англ. Castamir) — гондорський король-узурпатор (1437—1447), двоюрідний внук Ромендакіла ІІ. Скинув свого троюрідного брата Елдакара, стратив його сина Орненділа. Надалі розгромлений у бою і вбитий Елдакаром. Синам Кастамира вдалося врятуватися і вони знайшли притулок у Пеларґірі та Умбарі, їхні внуки Анґамаїте і Санґагіандо організували напад на Мінарділа.
- Келебрімбор (англ. Celebrimbor) — син Куруфіна, онук Феанора. Викував Три Ельфійських Персні, разом із Сауроном зробив Сім Перснів Гномів і Дев'ять Перснів Людей. Загинув у війні з Сауроном у 1697 році Другої Епохи.
- Келебріндаль (англ. Celebrindal, з синдарину — «Сріблоніжка») — прізвисько Ідріль, дочки Турґона.
- Келеґорм (англ. Celegorm) — син Феанора і Нерданель. До Битви Раптового Полум'я разом з братом Куруфіном володів Гімладом, потім жив у Нарґотронді. Господар пса-вовкодава Гуана. Загинув під час нападу на Доріат, вбитий Діором.
- Келеборн (англ. Celeborn) — ельф з синдарів, родич Тінгола, чоловік Ґаладрієль, батько Келебріан, дід Елладана, Елрогіра й Арвен. Разом з дружиною правив Лорієном, після відходу Ґаладрієль за Море переселився у Рівенделл до внуків. Час відходу його до Валінору невідомий, але до 120 р. Четвертої Епохи.
- Келебріан (англ. Celebrian) — дочка Келеборна і Ґаладрієль, дружина Елронда, мати Елладана, Елрогіра й Арвен. Поранена і взята в полон орками, визволена Елладаном і Елрогіром. Елронд зцілив її від рани, але радості повернути не зміг, тому наступного року вона відпливла у Валінор.
- Келебріндор (англ. Celebrindor) — король Артедайну (1191—1272), син Келефарна, батько Малвеґіла.
- Келефарн (англ. Celepharn) — король Артедайну (1110—1191), син Маллора, батько Келебріндора.
- Кемендур (англ. Cemendur) — король Гондору (158—238), син Менелділа, батько короля Еаренділа.
- Кементарі (Kementári; з квенья — «Земна Цариця») — титул вали Яванни.
- Кеорл (англ. Ceorl) — роганський воїн, приніс Теодену вісті з Гелмової Улоговини.
- Кілі (англ. Kili; 2864—2941†) — гном з народу Дуріна, син Діс, брат Філі, племінник Торіна. Взяв участь у поході до Еребору (був наймолодшім у загоні свого дядька), загинув у Битві П'яти Воїнств, захищаючи Торіна своїм тілом.
- Кірдан (англ. Cirdan), на прізвисько Корабел (англ. the Shipwright) — ельф з народу телері, володар Гаваней. Починаючи з початку Другої Епохи — володар Срібної Гавані, хоронитель одного з Трьох Ельфійських Перснів.
- Кіріагер (англ. Ciryaher) — справжнє ім'я Гіармендакіла І.
- Кіріанділ (англ. Ciryandil) — король Гондору (936—1015), син Еарніла І, батько Гіармендакіла І. Третій з «морських королів». Загинув у битві з гарадримами.
- Кіріон (англ. Cirion) — ім'я, що може стосуватися двох персонажів:
  - Кіріон — третій син Ісілдура, брат Елендура, Аратана і Валанділа. Загинув разом з батьком в Ірисних Полях.
  - Кіріон — намісник-правитель Гондору (2489—2567), син Бороміра, батько Галласа. Під час його правління рогірими отримали за службу землі Келенардону між Андуїном й Ізеном, там засноване королівство Роган.
- Король-Чаклун, Король-Примара — головний з назгулів. Розутілений Еовін і Меріадоком у Пеленнорській битві.
- Корошкір (англ. Skinbark), ельфійське ім'я Фладріф — один з ентів.
- Коттони (англ. the Cottons)[4] — гобітський рід, до якого належали Толман Коттон-Старший, його дочка Троянда Коттон (дружина Сема Ґемджі) і син Толман Коттон-Молодший.
- Куру́мо (англ. Curumo) — один з маярів з почту Ауле. У Третю Епоху жив у Середзем'ї в образі людини — під ім'ям мага Куруніра (Сарумана).
- Куру́нір (англ. Curunir) — ім'я мага Сарумана, прийняте серед ельфів.
- Куру́фін (англ. Curufin) — син Феанора і Нерданель, батько Келебрімбора. До Битви Раптового Полум'я разом з братом Келеґормом володів Гімладом, потім жив у Нарґотронді. Загинув під час нападу на Доріат.
- Куру́фінве (англ. Curufinwë) — ім'я, яке отримав Феанор при народженні.
- Кгім (англ. Khim) — карликовий гном, син Міма. Вбитий одним з людей Туріна.

## Л
- Лаґдуф (англ. Lagduf) — один з орків із загону Шаґрата, застрелений моргульськими орками.
- Лалайт (англ. Lalaith, з адунаїку — «Сміх») — дочка Гуріна і Морвен, сестра Туріна і Нієнор. Померла в ранньому дитинстві під час епідемії.
- Ландровал (англ. Landroval) — один з орлів Імлистих Гір, нащадок Торондора, брат Ґваїгіра. Разом з братом і Менелдором врятував Фродо і Сема на схилах Ородруїну.
- Леґолас — ельф-синдар, син ельфійського короля Трандуїла. Увійшов у Братство Персня. Брав участь в обороні Рогану, поході Дорогою Мертвих, поході на допомогу обложеному Мінас-Тіріту, Пеленорській битві і Битві перед Мораноном.
- Ле́нве (англ. Lenwë) — ельф-телері, вождь одного з ельдарських племен, що відокремилося від народу телері і залишилося за Синіми горами. Батько Денетора.
- Леод (англ. Leod) — вождь рогіримів, батько Еорла Юного. Намагався приборкувати дикого коня і розбився, скинутий ним на землю.
- Леофа (англ. Leofa) — друге ім'я роганського короля Брітти.
- Ліндір (англ. Lindir) — один з ельфів у Рівенделлі. Сказав Більбо, що «ельфи з трудом відрізняють гобітів від людей».
- Лобелія Сумосел-Торбин (англ. Lobelia Sackville-Baggins), до шлюбу Черес (англ. Bracegirdle) — родичка Більбо, дружина Ото Кошіль-Торбина, мати Лото. Намагалася поселитися у квартирі Більбо під час його подорожі з гномами. Отримала від Фродо у володіння Торбу-на-Кручі. Під час правління Сарумана в Ширі перебувала в ув'язненні, померла наступного року після смерті сина.
- Ломіон (англ. Lomion, з квенья — «Син Сутінків») — ім'я, дане Маеґліну при народженні його матір'ю Аредель.
- Лорґан (англ. Lorgan) — вождь східняків, що оселилися у Гітлумі. У нього три роки був рабом Туор, перш ніж йому вдалося втекти і пробратися у печери Андроту.
- Лоріен — часто вживане ім'я вали Ірмо, яке він отримав за міцем свого перебування.
- Лото Сумосел-Торбин (англ. Lotho Sackville-Baggins) — родич Більбо, син Ото і Лобелії Сумоселів-Торбинів. Поселився з матір'ю у Торбі-на-Кручі, почав скупати нерухомість у Ширі, сприяв його заселенню людьми з Півдня. За підтримки агресивних південців обраний Шефом ширифів, своїм невмілим правлінням довів Шир до руїни. Після приходу Сарумана став пішаком у його руках. Вбитий Ґрімою Червоязиком.
- Луґдуш (англ. Lugdush) — один з орків із загону Уґлука.
- Лутіен, прозвана Береном Тінувіель — дочка Тінгола і Меліан, дружина Берена, мати Діора. Стала першою і єдиною (до Арвен) з жінок-ельфів, які добровільно прийняли долю смертних.

## М
- Маблунґ (англ. Mablung) — ім'я, що може стосуватися двох персонажів:
  - Маблунґ — ельф-синдар, командир прикордонної сторожі Доріату. Разом з Белеґом брав участь у Битві Незліченних Сліз. Загинув у Менеґроті, захищаючи скарбницю Тінгола від гномів Ноґрода.
  - Маблунґ — один з воїнів загону Фарамира в Ітілієні.
- Маґлор (англ. Maglor) — другий син Феанора і Нерданель. Прославився як найкращий співець серед ельфів після Даерона. Єдиний з синів Феанора, який залишився у живих наприкінці Першої Епохи.
- Маґор (англ. Magor) — вождь аданів, що оселилися у Західному Белеріанді, син Малаха Марадана, батько Гатола, дід Гадора.
- Маґґот (англ. Maggot) — гобіт, фермер зі Східної Чверті Ширу. У підлітстві Фродо лазив на його територію по гриби, за що був битий ним. Під час втечі від назгулів Фродо, Сем і Піппін зупинилися і повечеряли в нього.
- Магтан (англ. Mahtan) — ельф з нолдорів, батько Нерданель, тесть Феанора. Славився ковальським мистецтвом.
- Маеґлін (Maeglin), ім'я при народженні Ломіон (Lómion) — син Еола і Аредель, племінник Тургона. Брав участь у битві Незлічених Сліз. Потрапив у полон Морґоту і виказав йому місцезнаходження Гондоліна. Вбитий Туором.
- Маедрос (англ. Maedros) — старший син Феанора і Нерданель. Схоплений Морґотом на переговорах і підвішений до стін Анґбанда, врятований Фінґоном, який відсік Маедросу кисть руки з оковами. Передав верховну владу над нолдорами Середзем'я батьку Фінґона Фінґолфіну. Брав участь у Битві Раптового Полум'я, у Битві Незлічених Сліз. Організував напад на Доріат і Гавані. Після Битви Гніву і падіння Морґота викрав один з Сільмаріллів і кинувся з ним у вогняну прірву.
- Ма́лах (англ. Malach), на прізвисько Арадан — людина з аданів (дім Гадора), син Мараха.
- Малбет Провидець (англ. Malbeth the Seer) — провидець з Артедайну, що жив у XX столітті Третьої Епохи. Прорік, що син короля Арафанта буде останнім королем Артедайну і порадив батьку назвати його Арведуї, а також передбачив похід спадкоємця Ісілдура Шляхом Мертвих.
- Малвеґіл (англ. Malvegil) — король Артедайну (1272—1349), син Келебріндора, батько Арґелеба І. Під час його правління припинилися династії нащадків Ісілдура в Кардолані і Рудаурі, верховний назгул оселився в Ангмарі. Наступники Малвеґіла заявляли про претензії на весь Арнор і в знак того брали тронні імена з приставкою «Ар-».
- Маллор (англ. Mallor) — король Артедайну (1029—1110), син короля Белеґа, батько Келефарна.
- Мандос — друге ім'я валара Намо, яке той отримав за місцем свого звичайного перебування.
- Марах (англ. Marach) — вождь одного з племен аданів (дім Гадора), батько Малаха і Імлаха.
- Марділ (англ. Mardil), Марділ Воронве — королівський намісник у Гондорі (2050—2080), син Воронділа Мисливця, правив країною після зникнення останнього короля Еарнура. Предок Денетора ІІ, Боромира і Фарамира.
- Марчо (англ. Marcho) — гобіт, разом зі своїм братом Бланко в 1601 році Третьої Епохи (1 рік Ширу) отримав дозвіл від короля Арґелеба ІІ і привів гобітські племена в Шир.
- Маугур (англ. Mauhur) — один з орків Сарумана, командир загону, посланого на допомогу Уґлуку. Вбитий рогіримами.
- Меліан — жінка-майя, дружина Тінгола, мати Лютієн. Після загибелі Тінгола залишила Середзем'я і перенеслася у Валінор.
- Мелькор, Моргот (Melkor, Morgoth) — наймогутніший і найпрекрасніший зі створених Еру айнурів. Після свого падіння став причиною зла у світі
- Менелділ (Meneldil) — син Анаріона, племінник Ісілдура, родоначальник гондорських королів.
- Менелдор (Meneldor) — орел з Імлистих Гір. Разом з Ґваїгіром і Ландровалом врятував Фродо і Сема на схилах Ородруїну.
- Меріадок Брендіцап — гобіт, син Сарадока Брендіцапа й Есмеральди Тук, двоюрідний брат Перегріна Тука, двоюрідний племінник Фродо Торбина. Увійшов до Братства Персня.
- Мім (англ. Mim) — карликовий гном, батько Кхіма і Ібуна. Притулив у себе Туріна з його зграєю, потім зрадив їх оркам. Вбитий Гуріном в Нарґотронді.
- Мінарділ (Minardil) — король Гондору (1621—1634), син Гіармендакіла, батько Телемнара і Мінастана. Вбитий піратами Умбара.
- Міріель (англ. Míriel) — ім'я, що може стосуватися двох персонажів:
  - Міріель — перша дружина Фінве, мати Феанора. Незабаром після народження сина заснула вічним сном.
  - Міріель — див. Тар-Мірієль
- Морвен (англ. Morwen) — ім'я, що може стосуватися двох персонажів:
  - Морвен — дочка Бараґунда, двоюрідна сестра Ріан, дружина Гуріна, мати Туріна і Нієнор Нінієль. Померла біля Кабед-ен-Араса (Кабед-Наерамарта), похована Гуріном під одним надгробком з сином.
  - Морвен, Морвен з Лоссарнаху (Morwen of Lossarnach) — дружина роганського короля Тенгеля, мати Теодена і Теодвін.
- Морґот (Morgoth; з квенья — «Чорний Ворог») — ім'я, дане Феанором Мелькору, після того як він викрав Сільмарілли.
- Музґаш (англ. Muzgash) — один з орків загону Шаґрата, застрелений моргульськими орками.

## Н
- На́гар (англ. Nahar) — кінь вали Ороме.
- Наїн (англ. Nain) — ім'я, що може стосуватися трьох персонажів:
  - Наїн І (англ. Nain; 1832—1981) — гном з народу Дуріна, цар Морії, син Дуріна VI, батько Траїна І. Загинув через рік після батька, вбитий балрогом. Після смерті Наїна І прийшов кінець морійському царству.
  - Наїн ІІ (2338—2585) — гном з народу Дуріна, цар Сірих Гір, син Оїна, батько Даїна І і Боріна, дід Трора, Фрора, Ґрора і Фаріна.
  - Наїн (2665—2799) — гном з народу Дуріна, син Ґрора, батько Даїна ІІ. Вів гномів Залізних Пагорбів у битві в Азанулбізарі, наприкінці її загинув у двобою з Азогом.
- Налі (англ. Nali) — один з гномів із загону Баліна. Вбитий орками.
- Намо, більше відомий як Мандос — один з валарів, брат Ірмо та Нієнни, чоловік Вайре. Живе у Мандосі на Західному Краю Світу, оголошує по волі Манве пророцтва про Долі. У Палати Мандосу приходять душі загиблих ельфів — перед перенародженням і душі людей — перед тим, як назавжди залишити Еа. Згідно з деякими відомостями, окрема Палата існує також для душ померлих гномів.
- Нар (англ. Nar) — старий гном, що супроводжував Трора в Морію і був свідком його смерті.
- Нарві (англ. Narvi) — гном, який жив у Морії у Другу Епоху і зробив Морійські Ворота.
- Нармакіл (англ. Narmacil) — ім'я, що може стосуватися двох персонажів:
  - Нармакіл І — король Гондору (1226—1294), син Атанатара ІІ Алкаріна, брат-близнюк Калмакіла, дядько Міналкара (Ромендакіла ІІ). З 1240 року королівством фактично правив регент — племінник короля Міналкар. Нармакіл І був другим бездітним королем, йому спадкував його брат Калмакіл.
  - Нармакіл ІІ — король Гондору (1850—1856), син Телумегтара Умбардакіла, батько Калімегтара. Царював всього шість років, загинув у битві під час нашестя кочового народу возовиків зі Сходу. Під час його правління назгули повернулися у Мордор.
- Некромант (англ. Necromancer) — ім'я, яким Саурона називали у Дол Гулдурі, до його повернення у Мордор. Під ним він згаданий у «Гобіті».
- Нерданель — дочка коваля Магтана, дружина Феанора, мати Маедроса, Маґлора, Келеґорма, Карантіра, Куруфіна, Амрода і Амраса.
- Нієнна — одна з валарів, сестра Намо-Мандоса та Ірмо-Лоріена. Скорбить про біди в Арді, відвідує Палати Мандосу і втішає душі померлих. Учнем Нієнни був Олорін-Гендальф.
- Ніенор (англ. Nienor), інше ім'я Нініель (англ. Niniel) — дочка Гуріна і Морвен, сестра Туріна. Зачаклована драконом Глаурунгом, забула своє ім'я і все своє минуле. Зустрівшись з братом, отримала від нього нове ім'я Нініель (з синарину — «Діва-Сльоза») і стала його дружиною. Після того як поранений Глаурунг відкрив їй правду, кинулася в потік з обриву, що відтоді носив назву Кабед-Наерамарт («Стрибок Злої Долі»).
- Німлот (англ. Nimloth) — дружина Діора, мати Елуреда, Елуріна та Ельвінг. Загинула під час нападу синів Феанора на Доріат.
- Німродель (англ. Nimrodel) — легендарна діва-ельф, що дала своє ім'я річці.
- Ноб (англ. Nob) — гобіт з містечка Брі, наймит Баттербура.
- Норі (англ. Nori) — гном з народу Дуріна, далекий родич Торіна ІІ. Взяв участь у поході до Еребору, у Битві П'яти Воїнств.

## О
- Огтар (англ. Ohtar) — зброєносець Ісілдура, який вцілів у битві в Ірисних Полях і приніс уламки Нарсіла в Рівенделл.
- Оїн (англ. Óin) — ім'я, що може стосуватися двох персонажів:
  - Оїн (2238—2488) — гном з народу Дуріна, цар Сірих Гір, син царя Ґлоїна, батько Наїна ІІ.
  - Оїн (2774—2994†) — гном з народу Дуріна, син Ґроїна, брат Ґлоїна, двоюрідний брат Баліна і Дваліна. Взяв участь у поході до Еребору, у Битві П'яти Воїнств. Разом з Баліном вирушив у Морію, вбитий восьминогом в озері.
- Олорін (англ. Olórin) — один з маярів, у «Сильмариліоні» названий «наймудрішим з них». У Третю Епоху жив у Середзем'ї в образі людини — під ім'ям Мітрандіра (Гендальфа).
- Ондогер (англ. Ondoher) — король Гондору (1936—1944), син короля Калімегтара, батько Артамира, Фарамира та Фірієль, тесть артедайнського короля Арведуї. Разом з синами загинув у війні з народами Півдня, корона перейшла до його четвероюрідного племінника Еарніла ІІ.
- Оралд (англ. Orald) — ім'я Тома Бомбадила, прийняте в людей Еріадору.
- Орі (англ. Ori; ?-2994†) — гном з народу Дуріна, далекий родич Торіна ІІ. Взяв участь у поході до Еребору, у Битві П'яти Воїнств. Разом з Баліном вирушив у Морію, загинув у бою з орками.
- Орненділ (англ. Ornendil) — син Елдакара, брат Алдамира. Страчений за наказом Кастамира.
- Ородрет (англ. Orodreth) — ім'я, що може стосуватися двох персонажів:
  - Ородрет — син Фінарфіна й Еарвен, батько Фіндуїлас. У Белеріанді спочатку був правителем острова Тол-Сіріон, а після загибелі свого брата Фінрода — королем Нарґотронда. Загинув під час руйнування міста Глаурунгом і орками.
  - Ородрет — намісник-правитель Гондору (2655—2685), син Белектора І, батько Ектеліона І.
- Ороме (англ. Oromë), Ороме Мисливець, синдаринська вимова Арав, відомий під прізвиськом Алдарон, синдаринська вимова Аран Та́урон (буквально — «Володар Лісів») — один з валарів, чоловік Вани. Багато подорожував Середзем'ям на своєму коні Нагарі, першим зустрів ельфів, возив Інґве, Фінве і Елве до Валінору і назад до Куївіенену.
- Орофер (англ. Oropher) — ельф-синдар, родич Тінгола, батько Трандуїла, дід Леголаса. Після затоплення Белеріанду переселився у Ясний Ліс, де став королем лісових ельфів (нандорів та аварі). Під час війни Останнього Союзу виступив проти Саурона, але не бажав підпорядковуватися Гіл-Галаду. Загинув у першій атаці на Чорні Ворота Мораннону.
- Орофін (англ. Orophin) — лісовий ельф, один з воїнів прикордонної сторожі Лорієну, брат Галдіра й Руміла.
- Оссе (англ. Ossë) — один з маярів Улмо, чоловік Уїнен. Спокушений Мелькором і перейшов на його сторону, але під впливом дружини розкаявся і повернувся до свого володаря.
- Остогер (англ. Ostoher) — король Гондору (411—492), син Анарділа, батько Ромендакіла І (Таростара). Зробив Мінас-Анор (майбутній Мінас-Тіріт) літньою резиденцією гондорських королів.
- Ото Сумосел-Торбин (англ. Otho Sackville-Baggins; 1310—1412 за літочисленням Ширу) — син Лонґо Торбина й Камелії Сумосел, двоюрідний брат Більбо Торбина, чоловік Лобелії, батько Лото. Намагався поселитися у Торбі-на-Кручі під час подорожі Більбо з гномами.

## П
- Пала́дін Тук (англ. Paladin Took, 1333—1434 за літочисленням Ширу) — син Адалґріма Тука, батько Перегріна Тука. У 1415 році став таном (під ім'ям Паладіна ІІ), прийнявши титул від троюрідного брата Ферумбраса ІІІ.
- Пеле́ндур (англ. Pelendur) — намісник Гондору за королів Ондогера і Еарніла ІІ, батько Воронділа. У 1944—1945 роках виконував обов'язки правителя: після загибелі Ондогера і до коронації Еарніла ІІ. Від імені Гондору відкинув претензії північного короля Арведуї на корону.
- Палла́ндо (англ. Pallando) — один з маярів з почту Ороме. У Третю Епоху прийшов у Середзем'я в образі людини — як один з істарі. Разом з Алатаром зник на Сході.
- Перегрін Тук, скорочено Піппін — гобіт, син Паладіна Тука і Шипшини Бенкс, праправнук Старого Тука, двоюрідний брат Меріадока Брендіцапа, четвероюрідний племінник Фродо Торбина. Увійшов у Братство Персня. У 1434—1484 роках (за літочисленням Ширу) був таном під ім'ям Перегріна І. Помер у Гондорі близько 70 р. Четвертої Епохи, похований у королівській усипальниці.
- Примула Брендіцап (англ. Primula Brandybuck) — жінка-гобіт, дочка Горбадока Брендіцапа і Мірабелли Тук, внучка Старого Тука, дружина Дроґо Торбина, мати Фродо. Втонула разом з чоловіком під час переправи через Барандуїн.

## Р
- Раґнор (англ. Ragnor) — людина з роду Беора, один з дванадцяти воїнів загону Барагіра. Вбитий орками.
- Радагаст, Радагаст Бурий (англ. Radagast the Brown), справжнє ім'я Айвенділ — один з п'яти магів-істарі.
- Радбуґ (англ. Radbug) — один з орків у фортеці Кіріт-Унґол, вбитий Шагратом.
- Радруїн (англ. Radruin) — людина з роду Беора, один з дванадцяти воїнів загону Барагіра. Вбитий орками.
- Ріан (англ. Rian) — дочка Белеґунда, двоюрідна сестра Морвен, дружина Гуора, мати Туора. Після народження сина прийшла на курган Год-ен-Нденґін і там померла.
- Роггалор (англ. Rohhalor) — кінь Фінґолфіна.
- Рогерім  (англ. Roherim) — кінь Араґорна, приведений з Півночі загоном Галбарада.
- Роак (англ. Roäk) — старий крук-мовець, син Карка, володар великих круків в околицях Еребору. Приніс гномам і Більбо вість про смерть Смауґа.
- Робін Малонір (англ. Robin Smallburrow) — гобіт, знайомий Сема Гемджі. Був у числі ширифів, які заарештували чотирьох гобітів у селі Жаб'є.
- Ромендакіл (англ. Romendacil, з квенья — «Переможець Сходу») — ім'я, що може стосуватися двох персонажів:
  - Ромендакіл І, справжнє ім'я Таростар — король Гондору (492—541), син Остогера, батько Турамбара. Відбив напад диких племен Сходу Середзем'я, на честь цієї події взяв собі нове ім'я. Загинув у битві під час нового нашестя зі Сходу.
  - Ромендакіл ІІ, справжнє ім'я Міналкар — король Гондору (1304—1366), син Калмакіла, батько Валакара. У 1240—1294 роках під своїм первісним ім'ям Міналкар був регентом свого дядька Нармакіла І, у 1294—1304 — регентом свого батька Калмакіла. У 1248 році на чолі гондорського війська розгромив східняків на просторі між Рованіоном і морем Рун, на честь перемоги взяв ім'я Ромендакіл. Щоб зміцнити військові зв'язки з Рованіоном, у 1250 році відіслав свого сина Валакара до вождя Відугавії, союзника Гондору у війні зі Сходом. У 1304 році коронований під ім'ям Ромендакіла ІІ.
- Руміл (англ. Rúmil) — ім'я, що може стосуватися двох персонажів:
  - Руміл — ельф-нолдор, жив у Валінорі. Винахідник письма, надалі вдосконаленого Феанором.
  - Руміл — лісовий ельф, один з воїнів прикордонної сторожі Лорієну, брат Галдіра й Орофіна.

## С
- Саерос (англ. Saeros) — ельф-нандор, радник Тінгола. Посварився з Туріном і втікаючи від нього, впав у розщілину і загинув. Після цієї події Турін зі страху перед королем залишив Доріат і став розбійником.
- Салмар (англ. Salmar) — один з маярів Улмо, зробив для нього роги-мушлі Улумурі.
- Саруман (англ. Saruman), справжнє ім'я Курумо (Curumo) — один з п'яти магів-істарі.
- Саурон, квенійська вимова Таурон, також відомий під прізвиськами Ґортауер, Некромант, справжнє ім'я Ма́йрон — первісно один з маярів Ауле, потім був спокушений Мелькором і перейшов йому на службу. Під час існування фортеці Утумно командував твердинею Анґбанд. Після падіння Морґота став новим Темним Володарем, створив Перстень Всевлади, згубив Нуменор і спричинив корінну перебудову світу. У Війні Останнього Союзу розбитий і позбавлений Персня. Розутілений після знищення Персня Всевлади наприкінці Третьої Епохи.
- Сем Ґемджі (англ. Sam Gamgee), повне ім'я Семіум Ґемджі (Samwise Gamgee) — син Гемфаста Ґемджі, слуга Фродо Торбина. Супроводжував господаря в Рівенделл, увійшов у Братство Персня, став єдиним, що вирушив з ним до Ородруїну в Мордорі. На короткий час був Хоронителем Персня Всевлади.
- Сільмарієн (англ. Silmariën) — дочка Тар-Еленділа, сестра нуменорського царя Тар-Менельдура, родоначальниця династії володарів Андуніє, предок Еленділа.
- Сіріонділ (англ. Siriondil) — ім'я, що може стосуватися двох персонажів:
  - Сіріонділ — король Гондору (748—830), син Атанатара І, батько Тараннона Феластура.
  - Сіріонділ — син Каліммакіла, внук Аркіріаса, правнук Телумегтара Умбардакіла, батько Еарніла ІІ.
- Ската (англ. Scatha) — дракон з Сірих Гір. Вбитий Фрамом, сином Фрумґара.
- Скородерев (англ. Quickbeam), ельфійське ім'я Бреґолад (англ. Bregolad) — один з ентів. Своє ім'я отримав за те, що відповів старшому перш, ніж він встиг закінчити питання.
- Смауґ (англ. Smaug) — дракон з Сірих Гір. У 2770 році Третьої Епохи напав на Еребор і вигнав звідти гномів з царем Трором. У 2941 році загинув у битві з жителями Есґарота від стріли Барда.
- Снага (англ. Snaga, з Чорної мови — «раб») — загальна назва, яку великі орки (уруки) вживали щодо дрібних орків. «Снагою» називає Уґлук одного з орків Ґрішнаха, а Шаґрат — одного зі своїх підлеглих, надалі вбитого Семом.
- Снігогрив (англ. Snowmane) — кінь Теодена. Загинув у Пеленнорській битві.
- Старий Тук — див. Ґеронтіус
- Стібба (англ. Stibba) — поні, на якому їздив Меррі в Рогані.
- Сумосели-Торбини (англ. the Sackville-Baggins) — гобітська родина, гілка роду Торбинів. Ведуть походження від Лонґо Торбина, молодшого брата Бунґо Торбина (батька Більбо) і Камелії Сумосел. Прізвище носили три персонажі: двоюрідний брат Більбо Ото Сумосел-Торбин, його дружина Лобелія (до шлюбу Черес) і їх син Лото.

## Т
- Тар-Алдаріон (англ. Tar-Aldarion) — шостий цар Нуменору, син Тар-Менельдура, чоловік Ерендіс. Не мав синів, скіпетр перейшов до його дочки Тар-Анкаліме. Він же видав закон, згідно з яким спадкоємцем престолу ставав старший з дітей царя, будь то син чи дочка.
- Тар-Алкарін (англ. Tar-Alcarin) — цар Нуменору (сімнадцятий правитель, починаючи від Елроса), син цариці Тар-Ванімельде, батько Тар-Кармакіла.
- Тар-Аманділ (англ. Tar-Amandil) — третій цар Нуменору, син Тар-Вардамира, батько Тар-Еленділа.
- Тар-Анаріон (англ. Tar-Anarion) — цар Нуменору (восьмий правитель, починаючи від Елроса), син цариці Тар-Анкаліме, батько Тар-Суріона
- Тар-Анкаліме (англ. Tar-Ancalimë) — перша цариця-правителька Нуменору (сьомий правитель, починаючи від Елроса), дочка Тар-Альдаріона й Ерендіс, мати Тар-Анаріона.
- Тар-Анкалімон (англ. Tar-Ancalimon) — цар Нуменору (чотирнадцятий правитель, починаючи від Елроса), син Тар-Атанамира, батько Тар-Телеммаїте. При ньому нуменорці розкололися на вірних (Друзів Ельфів) і відступників (Людей Царя).
- Тар-Атанамир Великий (англ. Tar-Atanamir) — цар Нуменору (тринадцятий правитель, починаючи від Елроса), син Тар-Кіріатана, батько Тар-Анкалімона. До нього з'явилися ельфійські посли від вали Манве і говорили про промисел Ілуватара стосовно Людей і Ельфів.
- Тар-Ванімелде (англ. Tar-Vanimeldë) — третя цариця-правителька Нуменору (шістнадцятий правитель, починаючи від Елроса), дочка Тар-Телеммаїте, мати Тар-Алькаріна.
- Тар-Герунумен (англ. Tar-Herunumen) — ім'я на квенья нуменорського царя Ар-Адунахора.
- Тар-Еленділ — правнук Тар-Мініатура, четвертий цар Нуменору, батько Сільмарієн і Тар-Менельдура.
- Тар-Каліон (англ. Tar-Calion) — ім'я на квенья нуменорського царя Ар-Фаразона
- Тар-Кармакіл (англ. Tar-Carmacil) — цар Нуменору (вісімнадцятий правитель, починаючи від Елроса), син Тар-Алькаріна, батько Ар-Адунахора. Був останнім (до Тар-Палантіра), що сходили на престол під ельфійським ім'ям.
- Тар-Кіріатан, на прізвисько Кораблебудівник — цар Нуменору (дванадцятий правитель, починаючи від Елроса), син Тар-Мінастіра, батько Тар-Атанамира.
- Тар-Менелдур (англ. Tar-Meneldur) — п'ятий цар Нуменору, син Тар-Еленділа, брат Сільмаріен, батько Тар-Алдаріона
- Тар-Мінастір — цар Нуменору (одинадцятий правитель, починаючи від Елроса), син цариці Тар-Тельперієн. Збудував велику вежу на заході, відправив військову допомогу Гіл-галаду для війни з Сауроном.
- Тар-Мініатур (англ. Tar-Miniatur) — тронне ім'я Елроса як царя Нуменору
- Тар-Міріель (англ. Tar-Miriel), ім'я на адунаїку Ар-Зімрафель (англ. Ar-Zimraphel) — дочка Тар-Палантіра, остання цариця Нуменору. Мала спадкувати своєму батьку, але примушена до шлюбу своїм двоюрідним братом Ар-Фаразоном. Загинула на горі Менелтарма під час затоплення Нуменору.
- Тар-Палантір, ім'я на адунаїку Ар-Інзіладун — передостанній цар Нуменору, син Ар-Ґімільзора й Інзілбет, батько цариці Тар-Міріель. Походячи по лінії матері від володарів Андуніє, розкаявся у гріхах предків і зійшов на престол з ельфійським ім'ям.
- Тар-Суріон — цар Нуменору (дев'ятий правитель, починаючи від Елроса), син Тар-Анаріона, батько цариці Тар-Тельперієн.
- Тар-Телеммаїте (англ. Tar-Telemmaitë) — цар Нуменору (п'ятнадцятий правитель, починаючи від Елроса), син Тар-Анкаліміна, батько цариці Тар-Ванімельде.
- Тар-Телперіен — друга цариця-правителька Нуменору (десятий правитель, починаючи від Елроса), мати Тар-Мінастіра.
- Тараннон, на прізвисько Фаластур (з квенья — «Володар Берегів») — король Гондору (830—913), син короля Сіріонділа, брат Таркіріана. Дружиною його була Берутіель з Чорних Нуменорців. Перший з «морських королів». Не мав синів, корону успадкував його племінник Еарніл І.
- Тарґон (англ. Targon) — гондорський воїн, один зі Стражів Цитаделі.
- Таркіріан (англ. Tarciryan) — брат гондорського короля Тараннона Фаластура, батько Еарніла І.
- Таркун (англ. Tharkûn) — одне з імен Гендальфа, прийняте серед гномів.
- Тарондор (англ. Tarondor) — король Гондору (1936—1798), син Мінастана, племінник Телемнара, батько Телумегтара Умбардакіла. Прийняв корону після смерті дядька, посадив паросток Білого Дерева, переніс столицю з Осґіліата в Мінас-Анор. Стара столиця занедбана і поступово руйнується.
- Таростар (англ. Tarostar) — справжнє ім'я Ромендакіла І.
- Тата (англ. Tata) — другий з трьох праотців ельфів, що пробудилися біля Куївіенену. Вождь племені татьярів (нолдорів).
- Татьє (англ. Tatië) — жінка-ельф, дружина Тати.
- Тед Пісочник (англ. Ted Sandyman) — гобіт, син мірошника в селі Приводдя. Сміявся з Сема, прислуживав Лото і Саруману.
- Телемнар (англ. Telemnar) — король Гондору (1634—1636), син Мінарділа. Царював всього два роки, помер зі своїми дітьми під час епідемії. Корона перейшла до його племінника Тарондора, сина його брата Мінастана. Після смерті Телемнара засохло Біле Дерево, але один паросток зберігся і був посаджений Тарондором.
- Телконтар (англ. Telcontar, з квенья — «Блукач») — ім'я дому нащадків Араґорна ІІ, яке він придумав, переклавши мовою ельфів своє прізвисько, дане йому в містечку Брі.
- Телумегтар (англ. Telumehtar), на прізвисько Умбардакіл (англ. Umbardacil, з квенья — «Переможець Умбара») — король Гондору (1798—1850), син Тарондора, батько Нармакіла ІІ. Здобув штурмом Умбар і приєднав його до Гондору.
- Телхар (англ. Telchar) — гном з Белеґоста, відомий як найкращий коваль і зброяр. Викував меч Нарсіл і кинджал Анґріст.
- Тенґел (англ. Thengel) — король Рогану, син Фенґеля, батько Теодена
- Теодвін (англ. Téodwyn) — дочка Тенгела і Морвен, сестра Теодена, дружина Еомунда, мати Еормера і Еовін.
- Теоден (англ. Téoden; 2948-3019) — король Рогану, син Тенґела і Морвен, батько Теодреда. Загинув у Битві на Пеленнорських полях.
- Теодред (англ. Téodred) — син Теодена. Загинув у битві з військами Сарумана на переправі через Ізен.
- Тіліон (англ. Tilion, з квенья — «Рогатий») — один з маярів з почту вали Ороме. Після загибелі Дерев і створення Сонця і Місяця зголосився вічно доглядати останню квітку Білого Дерева (Місяць) і управляти в небі Місячним Кораблем.
- Тінгол (англ. Thingol, з синдарину — «Сірий Плащ»), повне ім'я Елу Тінгол (англ. Elu Thingol), ім'я на квенья Елве Сінґолло (англ. Elwë Singollo) — один з трьох ельфів, яких Ороме возив до Валінору і один з чотирьох вождів ельфів-ельдарів, брат Олве, чоловік Меліан, батько Лутіен. Разом з братом очолював ельдарський народ телері. Значна частина цього народу залишилася у Белеріанді і стала називатися синдарами. На відміну від інших ельфійських вождів Елу Тінгол назавжди залишився у Середзем'ї. Вбитий гномами Наґрода.
- Тінебор (англ. Shadowfax) — кінь Гендальфа.
- Том — один з трьох тролів, що схопили гномів і Більбо. Перетворився на камінь.
- Том Бомбадил — один з майярів, залишився у Середзем'ї після того, як інші майяри і валари переселилися в Аман. У Третю Епоху жив біля східних кордонів Ширу. З'являвся в образі невисокої людини з бородою.
- Том Коттон (англ. Tom Cotton), повне ім'я Толман (англ. Tolman) — ім'я, що може стосуватися двох персонажів:
  - Том Коттон (1341—1440 за літочисленням Ширу) — гобіт, син Голмана Коттона, чоловік Лілії Браун, батько Троянди Коттон, тесть Сема Ґемджі. У його домі певний час жили Фродо і Сем по поверненні до Ширу.
  - Том Коттон — гобіт, один з чотирьох синів Тома Коттона-старшого, брат Троянди Коттон, чоловік Календули Ґемджі, сестри Сема. У 1442—1443 р.р., під час відїзду Сема з родиною до Гондору, виконував обов'язки мера.
- Торбини (англ. the Bagginses) — гобітський рід, мешкали переважно в селі Гобітон. До цього роду приналежали Більбо та Фродо Торбини, Троянда Торбин (прабабуся Перегріна Тука і Меріадока Брендіцапа). Від Торбинів ведуть походження і Сумосели-Торбини — нащадки Лонґо Торбина (рідного дядька Більбо) і Камелії Сумосел.
- Торін (англ. Thorin) — ім'я, що може стосуватися трьох персонажів:
  - Торін І (англ. Thorin I; 2035—2289) — гном з народу Дуріна, цар Еребору, син Траїна І, батько царя Ґлоїна. Залишив Еребор і перевів значну частину свого народу до Сірих Гір.
  - Торін ІІ, Торін Дубощит (англ. Thorin Oakenshield; 2746—2941) — гном з народу Дуріна, цар Еребору у вигнанні, син Траїна ІІ, внук Трора. Взяв участь у битві в Азанулбізарі (де отримав своє прізвисько). Разом з Гендальфом організував похід до Еребору, смертельно поранений у Битві П'яти Воїнств, похований в Ереборі.
  - Торін ІІІ, Торін Кам'яношолом (англ. Thorin Stonehelm; 2866-?) — гном з народу Дуріна, син Даїна ІІ. Взяв участь в обороні Еребору під час Війни Персня, після загибелі батька став царем Еребору.
- Торонґіл (англ. Thorongil, з квенья — «Орел-Зірка») — ім'я, під яким Араґорн ІІ служив гондорському наміснику Ектеліону ІІ.
- Торондор (англ. Thorondor) — володар орлів у Белеріанді. Допоміг Фінґону врятувати Маедроса, захистив тіло Фінґлофіна від осквернення Морґотом і відніс його для поховання. Зі своїми підданими врятував Берена і Лютієн в Анґбанді, переніс Гуора і Гуріна в Гондолін, бився з орками під час втечі Туора й Ідріль на Кіріт-Торонат («Орлиний Перевал»).
- Торондір (англ. Thorondir) — намісник-правитель Гондору (2872—2882), син Белектора ІІ, батько Туріна ІІ.
- Траїн (англ. Thrain) — ім'я, що може стосуватися двох персонажів:
  - Траїн І — гном з народу Дуріна, син Наїна І, внук Дуріна VI, батько Торіна І. Після загибелі батька разом з підданими залишив Морію і привів їх до Еребору, де заснував нове гном'яче царство.
  - Траїн ІІ (2644—2850) — гном з народу Дуріна, син Трора, внук Даїна І, батько Торіна ІІ Дубощита, Фреріна і Діс. Врятувався разом з батьком під час нападу дракона Смауга на Еребор, переселився у Сині Гори. Після загибелі Трора проголошений царем Еребору у вигнанні, командував військом гномів у битві в Азанулбізарі, втратив у ній одне око. Разом з кількома соратниками (серед яких були Балін і Двалін) виришив до Еребору, був схоплений слугами Саурона і діставлений у Дол-Гулдур, де й помер, встигнувши передати Гендальфу мапу і ключ Еребору (у квартирі Більбо той передав їх Торіну). Останній Хоронитель Найстаршого з Сімох Перснів Гномів, відібраного у нього в полоні Сауроном.
- Трандуїл (англ. Tranduil) — ельф-синдар, син Орофера, батько Леґоласа. Брав участь у війні Останнього Союзу, після загибелі батька став королем лісових ельфів. У 2941 році Третьої Епохи затримав Торіна ІІ і його соратників, держав їх в ув'язненні, звідки вони втекли за допомогою Більбо. Надав допомогу жителям Есґарота, постраждалим від нашестя Смауґа, відправив військо до Еребору, командував ельфами в Битві П'яти Воїнств. Отримав від Більбо в подарунок срібне намисто і дав йому звання «Друга Ельфів» (у «Гобіті» ім'я «Трандуїл» не згадується, він називається просто «Королем Ельфів»). У 3017-3018 роках утримував у себе Ґолума, схопленого Араґорном. У 3019 році відправив свого сина Леґоласа на Раду Елронда, під час Війни Персня обороняв свої володіння від сил Дол-Ґулдура.
- Трор (англ. Thror, 2542—2790†) — гном з народу Дуріна, цар Еребору, син Даїна І, старший брат Фрора і Ґрора, батько Траїна ІІ, дід Торіна ІІ. Після загибелі батька відвів частину його народу в Еребор і став його царем. Після нападу Смауга втік з Еребору, бідував, нарешті оселився у горах Дунландії. Вирушив у Морію, де був вбитий орочим царем Азогом, тіло його порубано на шматки.
- Троянда Коттон, Трояндочка, Роза Коттон (англ. Rose Cotton; 1384—1482 за літочисленням Ширу) — дочка Толмана Коттона і Лілії Браун. У 1420 році (3020 Третьої Епохи) одружилася з Семіумом Ґемджі, наступного року народилася дочка Еланор Ясна. Надалі в Сема з Трояндою з'явилося п'ять дочок і сім синів, старшого з яких назвали Фродо.
- Туки (англ. the Tooks) — гобітський рід, до якого належали Ґеронтіус Тук (більше відомий як Старий Тук), Перегрін Тук, Беладонна Тук (дочка Ґеронтіуса, мати Більбо) і її сестра Мірабелла Тук (бабуся Фродо), Есмеральда Тук (мати Меріадока Брендіцапа). Найстаріший у роді Туків носив титул тана — первісно представника королівської влади, потім верховного мирового судді, головного інспектора і командира народного ополчення в одній особі.
- Тулкас — один з валарів, чоловік Несси. Прийшов в Еа останнім, щоб допомогти валарам впоратися з Мелкором.
- Туор (англ. Tuor) — син Гуора і Ріан, двоюрідний брат Туріна, чоловік Ідріль, батько Еаренділа. Приведений Воронве в Гондолін, одружився з Ідріль. Після втечі зі зруйнованого Гондоліна поселився у Гаванях, у старості відплив разом з Ідріль на Захід і зник безслідно.
- Тура́мбар (англ. Turambar) — ім'я, що може стосуватися двох персонажів:
  - Турамбар (з квенья — «Володар Долі») — ім'я, яке Турін взяв собі в Бретілі, живучи серед галадинів.
  - Турамбар — король Гондору (541—667), син Ромендакіла І Таростара, батько Атанатара І.
- Турґон (англ. Turgon) — ім'я, що може стосуватися двох персонажів:
  - Турґон — молодший син Фінголфіна, брат Фінгона і Аредель, чоловік Еленве, батько Ідріль, дід Еаренділа. Збудував скрите місто Гондолін і був його володарем, після загибелі Фінгона став королем нолдорів. Загинув під час оборони Гондоліна. Меч Турґона Гламдринг у Третій Епосі приналежав Гендальфу.
  - Турґон — намісник-правитель Гондору (2914—2953), син Туріна ІІ, батько Ектеліона ІІ. Під час його правління Саурон повернувся в Мордор.
- Турін (англ. Túrin) — ім'я, що може стосуватися трьох персонажів:
  - Турін, Турін Турамбар (англ. Turin Turambar) — син Гуріна і Морвен, брат Нієнор Нінієль, двоюрідний брат Туора. Його переслідувало прокляття Моргота, внаслідок чого він приносив нещастя навколишнім: вбив свого друга Белеґа і свого добродійника Брандіра, полегшив ворогам захоплення Нарґотронда, одружився зі своєю сестрою. Вбив дракона Глаурунга, потім кинувся на свій меч.
  - Турін І — намісник-правитель Гондору (2244—2278), син Гуріна І, батько намісника Гадора
  - Турін ІІ — намісник-правитель Гондору (2882—2914), син Торондіра, батько намісника Турґона
- Турінґветіль (англ. Thuringwethil) — посланниця Саурона, що мала образ кажана із залізними пазурами і шипами на суглобах. В образі Турінґветіль Лютієн пробралася в Аґбанд.

## У
- У́ґлук (англ. Uglúk) — орк з Ізенгарда, командир орочого загону, посланого Саруманом. Брав участь у нападі на Боромира, полоненні Меріадока і Перегріна. Вбитий очільником рогіримів Еомером.
- Уїнен (англ. Uinen) — жінка-мая, дружина Оссе. Була захисницею Нуменору, за це нуменорці шанували її як валу.
- Улмо — один валарів, володар всіх вод. На відміну від інших валарів, рідко набуває видимого образу, проживаючи незримо в Океані. Порадник і захисник ельфів і людей.
- Улварт (англ. Ulwarth) — син Улфанга, служив Карантіру і зрадив його в Битві Незлічених Сліз. Вбитий синами Бора.
- Улдор, Улдор Проклятий (англ. Uldor, Uldor the Accursed) — син Улфанга, служив Карантіру і зрадив його в Битві Незлічених Сліз. Вбитий синами Бора.
- Улфанґ, Улфанґ Чорний (англ. Ulfang, Ulfang the Black) — один з двох вождів Темних Людей, батько Улварта, Улдора та Улфаста. Уклав союз з Маедросом.
- Улфаст (англ. Ulfast) — син Улфанга, служив Карантіру і зрадив його в Битві Незлічених Сліз. Вбитий синами Бора.
- Унґоліанта (англ. Ungoliant) — гігантська павучиха, разом з Морґотом вбила Дерева, поразивши їх отрутою. Намагалася відняти в Моргота Сильмарили, була відігнана балроґами, поселилася в долині в підніжжя Еред-Ґорґороту, яка надалі отримала назву Нан-Дунґортеб («Долина Жаху»). Кінець Унґоліанти невідомий: припускали, що вона «пожерла саму себе». Нащадками павучихи вважають гігантських павуків Морок-лісу і Шелоб.
- Уртел (англ. Urthel) — людина з роду Беора, один з дванадцяти воїнів загону Барагіра. Вбитий орками.
- Уста Саурона (англ. the Mouth of Sauron) — людина з чорних нуменорців, намісник Барад Дура. Справжнє ім'я було забуте ним самим. Перед Мораннонською битвою від імені Саурона вів переговори з Гендальфом і демонстрував йому кольчугу і плащ Фродо, а також меч Сема. Маг не прийняв умов Мордору і відібрав у посланця всі речі гобітів, сказавши йому «твоє посольство закінчилося і твій кінець близько. Ми прийшли сюди не для того, що гаяти час на переговори з безчесним і окаянним Сауроном, а тим більш з його рабами». Мордорець відступив за ворота, подальша його доля невідома.
- Уфтак (англ. Ufthak) — орк з фортеці Кіріт-Унгол, колись спійманий Шелоб.

## Ф
- Фалатар (англ. Falathar) — один з трьох супутників Еаренділа на кораблі «Вінґілот».
- Фа́нґорн (англ. Fangorn) — ельфійське ім'я ента Деревоборода.
- Фа́рамир (англ. Faramir) — ім'я, що може стосуватися трьох персонажів:
  - Фарамир — син гондорського короля Одогера, брат Артамира та Фірієль. Разом з батьком і братом загинув у війні з народами Півдня.
  - Фарамир — син гондорського намісника Денетора ІІ і Фіндуїлас, брат Боромира, чоловік Еовін. Після воцаріння Елессара залишався королівським намісником, правив Ітілієном.
  - Фарамир Тук (нар. у 8 році Четвертої Епохи) — гобіт, син Перегріна Тука і Діаманти з Довгої Улоговини, чоловік Золотинки Гемджі. Після від'їзду батька до Рогану став таном Ширу (під ім'ям Фарамира І).
- Фа́рін (англ. Farin; 2560—2803) — гном з народу Дуріна, син Боріна, внук Наїна ІІ, батько Фундіна та Ґроїна, дід Баліна, Дваліна, Оїна та Ґлоїна.
- Фа́стред (англ. Fastred) — ім'я, що може стосуватися двох персонажів:
  - Фастред — син роганського короля Фолквайна, брат Фолкреда і Фенґела. Загинув в Ітілієнській битві в 2885 році.
  - Фастред Зеленодуб (англ. Fastred Greenholm) — гобіт, чоловік Еланор Ясної, зять Сема Ґемджі, батько Елфстана.
- Феанор (англ. Fëanor) — син Фінве і Мірієль, чоловік Нерданель, батько Маедроса, Маґлора, Келеґорма, Карантіра, Куруфіна, Амрода і Амраса.
- Фелароф (англ. Felaróf) — кінь Еорла Юного.
- Фе́нґел (англ. Fengel; 2870—2953) — король Рогану, син Фолквайна, молодший брат Фастреда і Фолкреда, батько Тенґела, дід Теодена. Був третім сином короля, його старші брати загинули в Ітілієнській битві в 2885 році.
- Фі́лі (англ. Fili; 2859—2941†) — гном з народу Дуріна, син Діс, брат Кілі, племінник Торіна. Взяв участь у поході до Еребору, загинув у Битві П'яти Воїнств, захищаючи дядька.
- Фімбретіль (англ. Fimbrethil) — жінка-ент, кохана Деревоборода-Фанґорна в молодості.
- Фіна́рфін (англ. Finarfin) — молодший син Фінве і Індіс, рідний брат Фінголфіна, однокровний брат Феанора, батько Фінрода, Ородрета, Анґрода, Аеґнора і Ґаладрієль. Залишився у Валінорі після відходу народу Феанора і Фінґолфіна, правив нолдорами, що залишилися у Безсмертних Землях. Під час Битви Гніву очолював військо валінорських нолдорів.
- Фі́нве (англ. Finwë) — один з трьох ельфів, яких Ороме возив до Валінору і один з чотирьох вождів ельфів-ельдарів. Чоловік Міраєль і Індіс, батько Феанора, Фінґолфіна і Фінарфіна. Вбитий Морготом у Валінорі.
- Фі́нґлас (англ. Finglas) — один з ентів
- Фінґолфін (англ. Fingolfin) — старший син Фінве і Індіс, рідний брат Фінарфіна, однокровний брат Феанора, батько Фінґона, Турґона і Аредель. На прохання Маедроса став Верховним королем нолдорів у Середзем'ї. Загинув у двобою з Морготом після Битви Раптового Полум'я.
- Фінґон (англ. Fingon) — старший син Фінголфіна, брат Турґона і Аредель, батько Ґіл-ґалада. Став королем нолдорів після загибелі батька, командував військом ельфів і людей у Битві Незлічених Сліз і загинув у ній.
- Фіндеґіл (англ. Findegil) — королівський писар з Гондору. У 172 році Четвертої Епохи зробив список з Червоної Книги — здогадно на прохання правнука Перегріна Тука.
- Фінду́їлас (англ. Finduilas) — ім'я, що може стосуватися двох персонажів:
  - Фіндуїлас — дочка Ородрета, внучка Фінарфіна. Кохала Туріна. Захоплена у полон під час розорення Нарґотронда, вбита орками при спробі визволення людьми з племені галадинів.
  - Фіндуїлас (2950—2988) — дочка Адрагіла Дол-Амротського, дружина Денетора ІІ, мати Боромира і Фарамира.
- Фі́нрод (англ. Finrod), прозваний гномами Фелаґунд (англ. Felagund; з синдарину — «Володар Печер») — старший син Фінарфіна й Еарвен. Загинув на острові Тол-Сіріон, рятуючи Берена.
- Фірієль (англ. Firiel) — дочка гондорського короля Ондогера, дружина артедайнського короля Арведуї, мати Аранарта.
- Фладріф (англ. Fladrif) — ельфійське ім'я ента Корошкіра.
- Флої (англ. Flói) — один з гномів із загону Баліна. Загинув під час завоювання Морії.
- Фолка (англ. Folca, 2804—2864) — король Рогану, син Валди, батько Фолквайна. Загинув на полюванні від ран, завданих кабаном.
- Фолквайн (англ. Folcwine; 2830—2903) — король Рогану, син Фолки, батько Фолкреда, Фастреда і Фенґела. Прийшов на допомогу Гондору під час війни з гарадримами, його старші сини загинули в Ітілієнській битві в 2885 році.
- Фолко Мудрин, Фолко Розумаха (англ. Folco Boffin) — гобіт, далекий родич Більбо, Фродо, Перегріна і Меріадока.
- Форлонґ (англ. Forlong) — правитель Лоссонарха. Загинув у Пеленнорській битві.
- Форн (англ. Forn) — ім'я Тома Бомбадила, прийняте серед гномів.
- Фрам (англ. Fram) — син Фрумґара, переможець дракона Скати з Сірих Гір.
- Фрар (англ. Frár) — один з гномів із загону Баліна. Загинув у бою з орками в Морії.
- Фреа (англ. Fréa; 2570—2659) — король Рогану, син Алдора, батько Фреавайна.
- Фреавайн (англ. Fréawine; 2594—2680) — король Рогану, син Фреа, батько Ґолдвайна.
- Фреалаф (англ. Fréalaf; 2726—2798) — король Рогану, син Гілди, племінник Гелма Молоторукого, батько Брітти. Під час війни з дунландцями, зібрав невеликий загін, вбив Вулфа і звільнив Едорас.
- Фредегар Бульбер (англ. Fredegar Bolger; 1380-? за літочисленням Ширу), на прізвисько Череванчик — син Одовакара Бульбера і Розамунди Тук, четвероюрідний брат Перегріна і Меріадока. Разом з Меріадоком вивіз речі Фродо з Торби-на-Кручі до Забоччя. Залишився у Ширі після відходу Фродо з племінниками і Семом. Під час правління Сарумана перебував в ув'язненні.
- Фрека (англ. Freca) — багатий дунландець у Рогані. Просив руки дочки короля Гелма Молоторукого для свого сина Вулфа. Розгніваний король вбив його ударом кулака. Після загибелі батька Вулф почав війну з королем.
- Фрерін (англ. Frerin; 2751—2799†) — гном з народу Дуріна, син Траїна, брат Торіна і Діс. Загинув у битві в Азанулбізарі.
- Фродо (англ. Frodo) — ім'я, що може стосуватися двох персонажів:
  - Фродо Торбин — гобіт, син Дроґо Торбина і Примули Брендіцап, двоюрідний і троюрідний племінник Більбо. Успадкував від дядька Торбу-на-Кручі і Перстень. Погодився йти в Мордор, щоб знищити Перстень у жерлі Ородруїна. наприкінці Третьої Епохи відійшов за Море.
  - Фродо Садівник (англ. Frodo Gardner) — старший син Сема Ґемджі і Троянди Коттон, засновник роду Садівників. Народився через рік після відходу за Море Фродо Торбина і названий на його честь.
- Фрор (англ. Fror; 2552—2589) — гном з народу Дуріна, син Даїна І, брат Трора і Ґрора. Загинув разом з батьком, вбитий драконом.
- Фрумґар (англ. Frumgar) — вождь рогіримів, що привів їх в Еотеод, батько Фрама.
- Фуїнур (англ. Fuinur) — нуменорець-зрадник, який наприкінці Другої Епохи здобув владу серед гарадрімів.
- Фундін (англ. Fundin) — гном з народу Дуріна, син Фаріна, брат Гроїна, батько Баліна і Дваліна. Загинув у битві в Азанулбізарі.

## Х
- Ха́мул (англ. Khamûl), Чорний Східняк (англ. Black Easterling), Тінь Сходу (англ. Shadow of East) — один з назгулів, другий за старшинством після Короля-Чаклуна. Єдиний з назгулів, ім'я якого назване автором. За походженням Хамул був вождем одного зі східних племен, отримав від Саурона другий з Дев'яти Перснів Людей. Після повернення Саурона в Мордор відісланий до Дол Гулдура разом двома іншими назгулами, потім брав участь у погоні за Фродо. Після загибелі Короля-Чаклуна в Пеленнорській битві став головним назгулом, розутілився після знищення Персня.

## Ш
- Шаґрат (англ. Shagrat) — орк з Мордору, командир орочого загону фортеці Кіріт-Унґол. Полонив Фродо, забрав його речі і відніс їх у Барад-Дур до Саурона. Орки Шаґрата вчинили бійку з морґульськими орками, Шаграт вбив ножем їхнього командира Ґорбаґа.
- Шаркі (англ. Sharkey, викривлене sharkû, «шарку», що Чорною мовою означає «Старик») — ім'я, яким називали Сарумана його підлеглі в Ізенгарді, а також південці і гобіти під час його господарювання в Ширі.
- Шелоб — гігантська павучиха, нащадок Унґоліанти. Жила в лігві біля Кіріт-Унголу («Павучий Перевал»), що вів з Моргульскої долини до Мордору. Поразила Фродо отрутою, важко поранена Семом, подальша її доля невідома.

## Я
- Яванна (англ. Yavanna) — одна з валарів, дружина Ауле.
- Ярвайн-Бен-Адар (англ. Iarwain-ben-adar; з синдарину — «Найстаріший з Ненароджених») — ельфійське ім'я Тома Бомбадила.